# II Convocatoria del Sóviet Supremo de la Unión Soviética
La II Convocatoria del Sóviet Supremo de la Unión Soviética estuvo conformada por un total de 1339 diputados, elegidos el 10 de febrero de 1946.

## Composición
| Partido        | Sóviet de la Unión | Sóviet de las Nacionalidades | Total |
| -------------- | ------------------ | ---------------------------- | ----- |
| PCUS           | 576                | 509                          | 1085  |
| Independientes | 106                | 148                          | 254   |
| Total          | 682                | 657                          | 1339  |

### Liderazgo
- Presidente del Presídium del Sóviet Supremo: Nikolái Shvérnik (PCUS)
- Presidente del Sóviet de la Unión: Andréi Zhdánov (PCUS), Iván Parfiónov (PCUS)
- Presidente del Sóviet de las Nacionalidades: Vasili Kuznetsov (PCUS)

## Sóviet de la Unión
| República                    | Distrito               | Diputado                     |
| ---------------------------- | ---------------------- | ---------------------------- |
| Krai de Altái                | Rubtsovsk              | Stepan Akopov                |
| Krai de Altái                | Aleysky                | Varvara Bajoldina            |
| Krai de Altái                | Barnaúl                | Fiódor Berezhnói             |
| Krai de Altái                | Barnaúl                | Nikolái Beliáyev             |
| Krai de Altái                | Rebrijinsk             | Fiódor Grinko                |
| Krai de Altái                | Slavgorodsk            | Grigori Kovalevsk            |
| Krai de Altái                | Bisky                  | Piótr Parfenov               |
| Krai de Altái                | Oirotsk                | Iván Pechenov                |
| Krai de Altái                | Kamensky               | Nikolái Chejanadski          |
| Óblast de Arcángel           | Arjangelsk-Primorsk    | Vladímir Voronin             |
| Óblast de Arcángel           | Arcángel               | Boris Nikoláyev              |
| Óblast de Arcángel           | Niandomsk              | Anna Semushina               |
| Óblast de Arcángel           | Kotlassk               | Aleksándr Federov            |
| RSS de Armenia               | Ereván                 | Grigori Arutiúnov            |
| RSS de Armenia               | Leninakán              | Aikanush Danielyan           |
| RSS de Armenia               | Nor-Bayazetsky         | Saak Karapetyan              |
| RSS de Armenia               | Kirovakansky           | Aghasi Sargsyan              |
| Óblast de Astracán           | Astracán               | Nikolái Bíjov                |
| Óblast de Astracán           | Astracán               | Fiodor Muratov               |
| RSS de Azerbaiyán            | Lankaran               | Abdul Ali-Zade               |
| RSS de Azerbaiyán            | Jachmazsky             | Nadir Ajúndov                |
| RSS de Azerbaiyán            | Najicheván             | Sona Axundova                |
| RSS de Azerbaiyán            | Yevlajsky              | Mutalib Babáyev              |
| RSS de Azerbaiyán            | Bakú-Stalinsky         | Mir Jafar Baghirov           |
| RSS de Azerbaiyán            | Bakú-Leninsky          | Mikola Baibakov              |
| RSS de Azerbaiyán            | Stepanakert            | Stepan Emelianov             |
| RSS de Azerbaiyán            | Bakú-Kírovsky          | Alekséi Kozlov               |
| RSS de Azerbaiyán            | Sabirabad              | Teymur Kuliyev               |
| RSS de Azerbaiyán            | Lankaran               | Gazanfar Mammadov            |
| RSS de Azerbaiyán            | Kírovabad              | Iván Máslennikov             |
| RSS de Azerbaiyán            | Nujinsky               | Yuvelyan Sumbatov-Topuridze  |
| Óblast de Baránavichi        | Baránavichi            | Vladímir Malin               |
| Óblast de Baránavichi        | Navajrudak             | Yakub Kolas                  |
| Óblast de Baránavichi        | Stolbtsy               | Iván Tur                     |
| RASS de Baskiria             | Yanaulsk               | David Bikov                  |
| RASS de Baskiria             | Ufimsk                 | Semión Ignátiev              |
| RASS de Baskiria             | Meleuzovsk             | Stepan Loginov               |
| RASS de Baskiria             | Sterlitamaksk          | Iván Peresipkin              |
| RASS de Baskiria             | Belebéievsk            | Aleksándr Poskrióbyshev      |
| RASS de Baskiria             | Beloretsk              | Piotr Prazdníkov             |
| RASS de Baskiria             | Duvansk                | Lutfikamal Saitgareieva      |
| RASS de Baskiria             | Yanaulsk               | Nasir Urazbáyev              |
| RASS de Baskiria             | Chernikovsk            | Mijailo Jrúnichev            |
| RASS de Baskiria             | Birsk                  | Andréi Cherepenin            |
| RASS de Baskiria             | Tuimazinsk             | Nurislam Yunúsov             |
| Óblast de Bobruisk           | Asipovichy             | Larisa Aleksándrovskaya      |
| Óblast de Bobruisk           | Bobruisk               | Anfisa Komar                 |
| Óblast de Bobruisk           | Slutski                | Nikifor Natalévich           |
| Óblast de Brest              | Brest                  | Nikolái Kiseliov             |
| Óblast de Brest              | Kobrinsk               | Miron Krishtofovich          |
| Óblast de Briansk            | Bezhitsk               | Aleksándr Baikov             |
| Óblast de Briansk            | Bezhitsk               | Iván Vlásov                  |
| Óblast de Briansk            | Karachevsk             | Anna Dúmcheva                |
| Óblast de Briansk            | Briansk                | Aleksándr Yegórov            |
| Óblast de Briansk            | Novozibkovsk           | Vera Kirpichnikova           |
| Óblast de Briansk            | Trubchevsk             | Gueorgui Kovalenko           |
| Óblast de Briansk            | Briansk                | Aleksándr Matvéiev           |
| Óblast de Briansk            | Klintsovsk             | Mijaíl Romashin              |
| RASS Buriato-Mongola         | Ulán-Udé               | Aleksándr Kudriávtsev        |
| RASS Buriato-Mongola         | Ulán-Udé               | Gunsin Tsidenova             |
| RSS Carelo-Finesa            | Petrozavodsk           | Gennadi Kupriánov            |
| RSS Carelo-Finesa            | Kem                    | Valerián Frolov              |
| Óblast de Cheliábinsk        | Cheliábinsk            | Aleksándr Beloboródov        |
| Óblast de Cheliábinsk        | Zlatoustovsk           | Olga Beloúsova               |
| Óblast de Cheliábinsk        | Cheliábinsk-Leninsk    | Isaak Zaltsman               |
| Óblast de Cheliábinsk        | Tróitsk                | Aleksándr Zajárov            |
| Óblast de Cheliábinsk        | Miassk                 | Zhozef Kotin                 |
| Óblast de Cheliábinsk        | Magnitogorsk           | Grigori Nósov                |
| Óblast de Cheliábinsk        | Cheliábinsk-Sovetsk    | Nikolái Patólichev           |
| Óblast de Chernígov          | Bájmach                | Zinaida Valchenko            |
| Óblast de Chernígov          | Nezhin                 | Wanda Wasilewska             |
| Óblast de Chernígov          | Shchorsovsk            | Serguéi Kostiuchenko         |
| Óblast de Chernígov          | Chernígov              | Mijaíl Kuznetsov             |
| Óblast de Chernígov          | Pryluky                | Iván Kurochka                |
| Óblast de Chernígov          | Novgorod-Severski      | Nestor Shkolni               |
| Óblast de Chernivtsí         | Chernivtsí             | Andréi Yeriómenko            |
| Óblast de Chernivtsí         | Chernivtsí             | Iván Zeleniuk                |
| Óblast de Chernivtsí         | Jotín                  | Yakim Cháikun                |
| Óblast de Chitá              | Sretenski              | Konstantín Gólubev           |
| Óblast de Chitá              | Chitinsk               | Iván Kuznetsov               |
| Óblast de Chitá              | Karimsk                | Rodión Malinovski            |
| Óblast de Chitá              | Skovorodinsk           | Iván Soloviev                |
| Óblast de Chkálov            | Buzukuksk              | Iván Varakin                 |
| Óblast de Chkálov            | Chkalovsk              | Gueorgui Denísov             |
| Óblast de Chkálov            | Chkalovsk              | Gueorgui Zajárov             |
| Óblast de Chkálov            | Orsk                   | Varvara Mezhevaia            |
| Óblast de Chkálov            | Buguruslansk           | Iván Safrónov                |
| Óblast de Chkálov            | Sorochintsi            | Aleksándr Fadéyev            |
| RASS de Chuvasia             | Alatirsk               | Timoféi Ajazov               |
| RASS de Chuvasia             | Alatirsk               | Anton Matveiév               |
| RASS de Chuvasia             | Kanash                 | Pável Nazarov                |
| RASS de Chuvasia             | Shumerlinsk            | Ekaterina Ortikovaya         |
| RASS de Chuvasia             | Cheboksarsk            | Iván Charikov                |
| Óblast de Crimea             | Simferópol             | Aleksándr Kabanov            |
| Óblast de Crimea             | Simferópol             | Dmitri Krivoshein            |
| Óblast de Crimea             | Sebastopol             | Nikolái Kuznetsov            |
| Óblast de Crimea             | Kerchensk              | Filipp Oktyabrsky            |
| Óblast de Crimea             | Simferópol             | Pável Tiulyáyev              |
| RASS de Daguestán            | Majachkalá             | Aziz Aliyev                  |
| RASS de Daguestán            | Buinaksk               | Abdurajman Daniálov          |
| RASS de Daguestán            | Derbentsk              | Rubén Markarián              |
| Óblast de Dnipropetrovsk     | Novo-Moskovsk          | Maria Grinenko               |
| Óblast de Dnipropetrovsk     | Dniprodzerzhinsk       | Anna Zhuravel                |
| Óblast de Dnipropetrovsk     | Amur-Nizhniodniprovsk  | Demián Korotchenko           |
| Óblast de Dnipropetrovsk     | Synelnykove            | Anna Marchenko               |
| Óblast de Dnipropetrovsk     | Krivorozhsk            | Iván Mitrofánov              |
| Óblast de Dnipropetrovsk     | Leninsk                | Pável Náidenov               |
| Óblast de Dnipropetrovsk     | Nikopol                | Iván Tevosián                |
| Óblast de Drohobych          | Sambir                 | Ekaterina Kovalenko          |
| Óblast de Drohobych          | Drohobych              | Stepan Oleksenko             |
| Óblast de Drohobych          | Dobromilsk             | Fiódor Znamenie              |
| Óblast de Drohobych          | Borislav               | Iván Shchepanik              |
| RSS de Estonia               | Piarnusky              | Johannes Vares               |
| RSS de Estonia               | Rakversky              | Arnold Veimer                |
| RSS de Estonia               | Tallin                 | Nikolái Karotamm             |
| RSS de Estonia               | Tartusk                | Arnold Meri                  |
| RSS de Estonia               | Piarnusky              | Oskar Sepre                  |
| RSS de Georgia               | Chiatursky             | Rafail Agladze               |
| RSS de Georgia               | Kutaisky               | Valerian Bakradze            |
| RSS de Georgia               | Potiski                | Mijaíl Baramiya              |
| RSS de Georgia               | Tiflis-Stalin          | Lavrenti Beria               |
| RSS de Georgia               | Tiflis rural           | Shalva Dadiani               |
| RSS de Georgia               | Gori                   | Vasili Egnatashvili          |
| RSS de Georgia               | Telavsky               | Nikolái Musjelishvili        |
| RSS de Georgia               | Sujumsky               | Avksenti Rapava              |
| RSS de Georgia               | Samtredsky             | Gueorgui Sturua              |
| RSS de Georgia               | Borzhomsky             | Serguéi Trofimenko           |
| RSS de Georgia               | Batumsky               | Ismaíl Futkaradze            |
| RSS de Georgia               | Tiflis-Beria           | Kandid Charkviani            |
| Óblast de Gómel              | Rahachov               | Nadezhda Grekova             |
| Óblast de Gómel              | Gómel                  | Iván Serov                   |
| Óblast de Gómel              | Gómel                  | Elena Chujniuk               |
| Óblast de Gorki              | Liskovsk               | Mijaíl Baskakov              |
| Óblast de Gorki              | Urensk                 | Aleksándr Busigin            |
| Óblast de Gorki              | Gorkovsk-Sverdlovsk    | Vasili Grabin                |
| Óblast de Gorki              | Lukiánivka             | Maria Zikova                 |
| Óblast de Gorki              | Dzerzhinsk             | Praskovia Mujina             |
| Óblast de Gorki              | Kulebaksk              | Vladímir Pediev              |
| Óblast de Gorki              | Semenovsk              | Aleksándra Porozova          |
| Óblast de Gorki              | Pávlovsk               | Iván Prídanov                |
| Óblast de Gorki              | Gorki-Stalinsk         | Mijaíl Rodionov              |
| Óblast de Gorki              | Sergatsk               | Mustafa Saberov              |
| Óblast de Gorki              | Arzamas                | Ilya Smirnov                 |
| Óblast de Gorki              | Gorki-Leninsk          | Aleksándr Shulpin            |
| Óblast de Grodno             | Volkovisk              | Serguéi Belchenko            |
| Óblast de Grodno             | Lida                   | Piotr Kalinin                |
| Óblast de Grodno             | Grodno                 | Aleksándra Rapetskaya        |
| Óblast de Grozni             | Groznensk              | Iván Starchak                |
| Óblast de Grozni             | Groznensk              | Piótr Cheplakov              |
| Óblast de Irkutsk            | Irkutsk                | Aleksándr Efímov             |
| Óblast de Irkutsk            | Irkutsk                | Vasili Ivánov                |
| Óblast de Irkutsk            | Tulunsky               | Nikolái Mochalin             |
| Óblast de Irkutsk            | Cheremjovsk            | Prokofi Romanenko            |
| Óblast de Irkutsk            | Cheremjovsk            | Alekséi Jvorostujín          |
| Óblast de Ivánovo            | Shuisk                 | Gueorgui Zadorov             |
| Óblast de Ivánovo            | Kineshemsk             | Grigori Kapranov             |
| Óblast de Ivánovo            | Ivánovo                | Aleksándr Predtéchenski      |
| Óblast de Ivánovo            | Yúrievets              | Gennadi Shubin               |
| Óblast de Ivánovo            | Ivánovo                | Taisia Shuvandina            |
| Óblast de Izmaíl             | Izmaíl                 | Iustin Batishchev            |
| Óblast de Izmaíl             | Bilhorod-Dnistrovsky   | Anastasia Zavalnaya          |
| Krai de Jabárovsk            | Kuibyshev              | Serguéi Goglidze             |
| Krai de Jabárovsk            | Komsomolsk             | Alekséi Yeremin              |
| Krai de Jabárovsk            | Sajalín                | Anna Kudryávtseva            |
| Krai de Jabárovsk            | Amur                   | Fiódor Mamonov               |
| Krai de Jabárovsk            | Jabárovsk              | Román Nazárov                |
| Krai de Jabárovsk            | Kamchatsko-Kolymsk     | Maksim Purkáyev              |
| Óblast de Járkov             | Bogodujiv              | Iván Voloshin                |
| Óblast de Járkov             | Krasnogrado            | Anastasia Leliuj             |
| Óblast de Járkov             | Járkov-Dzerzhinsk      | Yevgueni Patón               |
| Óblast de Járkov             | Járkov                 | Anna Sapsái                  |
| Óblast de Járkov             | Izium                  | Grigori Turbái               |
| Óblast de Járkov             | Kupiansk               | Iván Tiulenev                |
| Óblast de Járkov             | Járkov-Chervonozavodsk | Yákov Tsumalyuk              |
| Óblast de Járkov             | Járkov-Leninsk         | Víktor Churáiev              |
| Óblast de Jersón             | Jersón                 | Alekséi Fedorov              |
| Óblast de Jersón             | Kajovka                | Gavrilo Shtanko              |
| RASS de Kabardia             | Kabardin               | Nikolái Mazin                |
| Óblast de Kalinin            | Novotorgsk             | Iván Bóitsov                 |
| Óblast de Kalinin            | Rzhevsk                | Aleksándr Vasíliev           |
| Óblast de Kalinin            | Kashinsk               | Maria Volkova                |
| Óblast de Kalinin            | Kalininsk              | Mijaíl Grómov                |
| Óblast de Kalinin            | Vishnevolotsk          | Alekséi Krútikov             |
| Óblast de Kalinin            | Bezhetsk               | Mijaíl Pereslegin            |
| Óblast de Kalinin            | Kalinin                | Evdokia Rybakova             |
| Óblast de Kalinin            | Lijoslavsk             | Aleksándr Simonov            |
| Okrug de Kaliningrado        | Kaliningrado           | Kuzma Galitski               |
| Óblast de Kaluga             | Kaluga                 | Valentina Kuznetsova         |
| Óblast de Kaluga             | Sujinichsk             | Boris Pánov                  |
| Óblast de Kaluga             | Sujinichsk             | Ilyá Popov                   |
| Óblast de Kaluga             | Kírovsk                | Pável Shurygin               |
| Óblast de Kamianets-Podolski | Proskurovsk            | Ekaterina Androshchuk        |
| Óblast de Kamianets-Podolski | Shépetovka             | Semión Budionni              |
| Óblast de Kamianets-Podolski | Staro-Kostiantinivsk   | Andréi Kovbasiuk             |
| Óblast de Kamianets-Podolski | Kamianets-Podolski     | Lev Mejlis                   |
| Óblast de Kamianets-Podolski | Horodok                | Nikolái Podolski             |
| Óblast de Kamianets-Podolski | Proskurovsk            | Andréi Ustenko               |
| RSS de Kazajistán            | Taldi-Kurgansky        | Mamil Alimbayeva             |
| RSS de Kazajistán            | Semipalatinsky         | Gennadi Borkov               |
| RSS de Kazajistán            | Akmolinsky             | Petr Ignatov                 |
| RSS de Kazajistán            | Guryevsky              | Shtabái Imangaziyev          |
| RSS de Kazajistán            | Aktiubinsky            | Amir Kanapin                 |
| RSS de Kazajistán            | Pavlodarsky            | Danial Kerimbayev            |
| RSS de Kazajistán            | Kokchetavsky           | Alekséi Kupayev              |
| RSS de Kazajistán            | Zaysansky              | Pável Kurbatkin              |
| RSS de Kazajistán            | Kustanaisky            | Grigori Lipodat              |
| RSS de Kazajistán            | Ust-Kamenogorsky       | Petr Lomanko                 |
| RSS de Kazajistán            | Karagandinsky          | Semión Makarov               |
| RSS de Kazajistán            | Karagandinsky          | Anna Midenko                 |
| RSS de Kazajistán            | Dzhambulisky           | Mariam Murzajmetova          |
| RSS de Kazajistán            | Chimkentsky            | Sharipa Naymanbayeva         |
| RSS de Kazajistán            | Turkestansky           | Jabir Pazikov                |
| RSS de Kazajistán            | Kzil-Ordinsky          | Kashakbái Primov             |
| RSS de Kazajistán            | Petropavlovsky         | Petr Rezchik                 |
| RSS de Kazajistán            | Urales                 | Abdijami Sembayev            |
| RSS de Kazajistán            | Alma-Ata               | Nurtas Undasinov             |
| RSS de Kazajistán            | Alma-Ata               | Iván Shmelikov               |
| Óblast de Kémerovo           | Stalinsk               | Roman Belan                  |
| Óblast de Kémerovo           | Kiseliovsk             | Vladímir Gogosov             |
| Óblast de Kémerovo           | Kémerovo               | Semión Zadionchenko          |
| Óblast de Kémerovo           | Mariinsky              | Anna Kartava                 |
| Óblast de Kémerovo           | Léninsk-Kuznetski      | Nina Popova                  |
| Óblast de Kémerovo           | Anzhero-Sudzhensk      | Iván Safronov                |
| Óblast de Kémerovo           | Prokopievsk            | Piótr Usov                   |
| Óblast de Kiev               | Kiev-Kaganóvitsk       | Aleksándr Bogomolets         |
| Óblast de Kiev               | Smiliánski             | Nikita Bubnovski             |
| Óblast de Kiev               | Boryspil               | Elena Gopkalo                |
| Óblast de Kiev               | Dymersk                | Andréi Grechko               |
| Óblast de Kiev               | Kiev-Mólotovsk         | Praskovia Gusiátnikova       |
| Óblast de Kiev               | Uman                   | Fiodor Dubkovetski           |
| Óblast de Kiev               | Kiev                   | Aleksandr Korneichuk         |
| Óblast de Kiev               | Bohuslav               | Maria Lysenko                |
| Óblast de Kiev               | Tarascha               | Zájar Oléinik                |
| Óblast de Kiev               | Kiev-Kaganovitsk       | Aleksándr Palladin           |
| Óblast de Kiev               | Cherkasy               | Zinovi Serdyuk               |
| Óblast de Kiev               | Bilatserkva            | Anna Tereshchenko            |
| Óblast de Kiev               | Kiev-Leninsk           | Nikita Jrushchov             |
| RSS de Kirguistán            | Frunze                 | Nikolái Bogoliúbov           |
| RSS de Kirguistán            | Tian-Shan              | Kazi Dikambayev              |
| RSS de Kirguistán            | Dzhelal-Abadsky        | Afanasi Pchelkin             |
| RSS de Kirguistán            | Frunze                 | Isjak Razzakov               |
| RSS de Kirguistán            | Osh                    | Afanasi Startsev             |
| Óblast de Kírov              | Kírovsk                | Stepan Berdnikov             |
| Óblast de Kírov              | Sovetsk                | Iván Býkov                   |
| Óblast de Kírov              | Kotelnitsk             | Galina Voronova              |
| Óblast de Kírov              | Slobodskoy             | Mijaíl Katáyev               |
| Óblast de Kírov              | Kírovsk                | Vladímir Lukiánov            |
| Óblast de Kírov              | Yaransk                | Maria Ovchinnikova           |
| Óblast de Kírov              | Omutninsk              | Fiódor Panferov              |
| Óblast de Kírov              | Malmyzhsk              | Gueorgui Shpaguin            |
| Óblast de Kirovgrado         | Kirovgrado             | Fiódor Gorenkov              |
| Óblast de Kirovgrado         | Novo-Ukrainka          | Iván Zidrashko               |
| Óblast de Kirovgrado         | Oleksandria            | Feodosia Ovats               |
| Óblast de Kirovgrado         | Novo-Gueorguievsk      | Vasili Obilny                |
| RASS de Komi                 | Siktivkar              | Alekséi Taranenko            |
| Óblast de Kostromá           | Kostromskoy            | Aleksándra Evdokimova        |
| Óblast de Kostromá           | Sharinsk               | Aleksándr Kondakov           |
| Óblast de Kostromá           | Galitsk                | Alekséi Kurtov               |
| Óblast de Kostromá           | Buysk                  | Stanislav Shteyman           |
| Krai de Krasnodar            | Maikopsk               | Mijaíl Bessonov              |
| Krai de Krasnodar            | Armavir                | Piótr Ignatov                |
| Krai de Krasnodar            | Krasnodar              | Vasili Kochergov             |
| Krai de Krasnodar            | Krasnodar              | Pável Kurochkin              |
| Krai de Krasnodar            | Tijoretsk              | Aleksándr Medvedev           |
| Krai de Krasnodar            | Yeisk                  | Olga Pavliuk                 |
| Krai de Krasnodar            | Slaviansk              | Piótr Pantikov               |
| Krai de Krasnodar            | Krasnodar              | Piótr Seleznev               |
| Krai de Krasnodar            | Kropotkinsk            | Pável Semionenko             |
| Krai de Krasnodar            | Tuapsé                 | Valentín Suprunov            |
| Krai de Krasnodar            | Slaviansk              | Piótr Tamarovski             |
| Krai de Krasnodar            | Novorosíisk            | Piótr Shirshov               |
| Krai de Krasnoyarsk          | Yeniseisk              | Mijaíl Ananiev               |
| Krai de Krasnoyarsk          | Krasnoyarsk            | Overki Aristov               |
| Krai de Krasnoyarsk          | Minusinsk              | Anna Bukal                   |
| Krai de Krasnoyarsk          | Kansk                  | Evgeni Kolushchinski         |
| Krai de Krasnoyarsk          | Uyarsk                 | Piótr Kostenko               |
| Krai de Krasnoyarsk          | Achinsk                | Mijaíl Lunin                 |
| Krai de Krasnoyarsk          | Abakán                 | Taras Nemezhíkov             |
| Óblast de Kúibyshev          | Syzran                 | Bagrat Arutiúnov             |
| Óblast de Kúibyshev          | Kírovsk                | Aleksándr Belianski          |
| Óblast de Kúibyshev          | Sergievsk              | Vasili Gordov                |
| Óblast de Kúibyshev          | Chapáyevski            | Vasili Zhavoronkov           |
| Óblast de Kúibyshev          | Kúibyshev              | Evdokia Komissarova          |
| Óblast de Kúibyshev          | Serguéievsk            | Grigori Malejonkov           |
| Óblast de Kúibyshev          | Kinelsk                | Aleksándr Puzanov            |
| Óblast de Kurgán             | Shumijinsk             | Antonina Kuznetsova          |
| Óblast de Kurgán             | Shadrinsk              | Terenti Maltsev              |
| Óblast de Kurgán             | Kurgán                 | Vasili Sharapov              |
| Óblast de Kursk              | Bélgorod               | Alekséi Babchenko            |
| Óblast de Kursk              | Staro-Oskolsk          | Vasili Volchkov              |
| Óblast de Kursk              | Valuysk                | Iván Gritsov                 |
| Óblast de Kursk              | Kursk                  | Pável Doronin                |
| Óblast de Kursk              | Dmitrievski            | Rozalia Zemliáchka-Samóilova |
| Óblast de Kursk              | Shchigrovsk            | Iván Kabanov                 |
| Óblast de Kursk              | Kastornensk            | Eliséi Konovalov             |
| Óblast de Kursk              | Oboyansk               | Piotr Pospelov               |
| Óblast de Kursk              | Dmitrievsk             | Máksim Saburov               |
| Óblast de Kursk              | Ligovsk                | Pável Sentiurev              |
| Óblast de Kursk              | Rakitiansk             | Andréi Fedosiutkin           |
| Óblast de Leningrado         | Lodéinopolsk           | Valentina Bubliáyeva         |
| Óblast de Leningrado         | Leningrado             | Piotr Piliutov               |
| Óblast de Leningrado         | Kingisepp              | Mijaíl Pimenov               |
| Óblast de Leningrado         | Víborg                 | Boris Salambekov             |
| Óblast de Leningrado         | Gátchina               | Nikolái Soloviev             |
| Óblast de Leningrado         | Voljovsk               | Iósif Turko                  |
| Óblast de Leópolis           | Zolochiv               | Nikolái Kózirev              |
| Óblast de Leópolis           | Brody                  | Aleksándra Pastushina        |
| Óblast de Leópolis           | Horodok                | Markián Popov                |
| Óblast de Leópolis           | Leópolis               | Vasili Sadovi                |
| Óblast de Leópolis           | Leópolis               | Semión Stefanik              |
| RSS de Letonia               | Riga                   | Iván Bagramián               |
| RSS de Letonia               | Rizhski                | Yan Kalnberzin               |
| RSS de Letonia               | Lepaiski               | Ernest Lange                 |
| RSS de Letonia               | Daugavpilssk           | Iván Lebedev                 |
| RSS de Letonia               | Rezeknenski            | Alfons Novik                 |
| RSS de Letonia               | Yelgavski              | Yan Ostrov                   |
| RSS de Letonia               | Yelgavski              | Otomar Oshkalns              |
| RSS de Letonia               | Madonsk                | Petr Plesmus                 |
| RSS de Lituania              | Mariampolsk            | Vintsas Vitkauskas           |
| RSS de Lituania              | Telishchaysk           | Mechislovas Gedvilas         |
| RSS de Lituania              | Alitussk               | Yuozas Zhyugzhda             |
| RSS de Lituania              | Tauragë                | Vladislav Moteka             |
| RSS de Lituania              | Ukmergė                | Vladas Niunka                |
| RSS de Lituania              | Panevezh               | Justas Paleckis              |
| RSS de Lituania              | Kaunas                 | Antanas Sniečkus             |
| RSS de Lituania              | Ultiansk               | Danutė Stanelienė            |
| RSS de Lituania              | Vilna                  | Mijaíl Súslov                |
| RSS de Lituania              | Šiauliai               | Moteius Shumauskas           |
| Óblast de Maguilov           | Klimavichy             | Nikita Batovkin              |
| Óblast de Maguilov           | Goretsk                | Grigori Yéidinov             |
| Óblast de Maguilov           | Klímavichy             | Mijaíl Iovchuk               |
| Óblast de Maguilov           | Maguilov               | Lavrenti Tsanava             |
| RASS de Mari                 | Sernursk               | Iván Kolokolkin              |
| RASS de Mari                 | Yoshkar-Olá            | Serguéi Plotníkov            |
| Óblast de Minsk              | Minsk                  | Kliment Voroshílov           |
| Óblast de Minsk              | Borísov                | Vasili Kozlov                |
| Óblast de Minsk              | Minsk                  | Panteleimón Ponomarenko      |
| RSS de Moldavia              | Orhei                  | Semión Aftenyuk              |
| RSS de Moldavia              | Chisináu               | Fiodor Bútov                 |
| RSS de Moldavia              | Bender                 | Filipp Zhmachenko            |
| RSS de Moldavia              | Bălți                  | Semión Iordaki               |
| RSS de Moldavia              | Soroca                 | Filipp Kashnikov             |
| RSS de Moldavia              | Tiraspol               | Grigori Kvasov               |
| RSS de Moldavia              | Bălți                  | Nikolái Kornéyev             |
| RSS de Moldavia              | Cahul                  | Iósif Mordovets              |
| RSS de Moldavia              | Chisináu               | Raísa Onika                  |
| Óblast de Molodechno         | Maladzyechna           | Mijaíl Zimiánin              |
| Óblast de Molodechno         | Postavski              | Vladímir Razuváyev           |
| Óblast de Mólotov            | Stalinsk               | Nikolái Gusarov              |
| Óblast de Mólotov            | Chusovskoi             | Iván Kratenko                |
| Óblast de Mólotov            | Voroshílovsk           | Mijaíl Pervujin              |
| Óblast de Mólotov            | Mólotov                | Aleksándr Tiurin             |
| Óblast de Mólotov            | Osinsk                 | Natalia Chechushkova         |
| Óblast de Mólotov            | Komi-Permiakia         | Anatoli Shvetsov             |
| Óblast de Mólotov            | Kungursk               | Arkadi Shvetsov              |
| RASS de Mordovia             | Saransk                | Serguéi Kochergisn           |
| RASS de Mordovia             | Ardatovsk              | Iván Ósipov                  |
| RASS de Mordovia             | Ruzaievsk              | Aleksándr Pávilov            |
| RASS de Mordovia             | Krasnoslobodsk         | Nikolái Tingáyev             |
| Óblast de Moscú              | Klinsk                 | Anna Antonova                |
| Óblast de Moscú              | Mozhaisk               | Pável Artemiev               |
| Óblast de Moscú              | Noguinsk               | Afanasi Blinov               |
| Óblast de Moscú              | Dmitrovsk              | Iván Egorov                  |
| Óblast de Moscú              | Yegoriévsk             | Aleksándr Efrémov            |
| Óblast de Moscú              | Kashirsk               | Mijaíl Zhuravlev             |
| Óblast de Moscú              | Elektrostalsk          | Alekséi Zhuravlev            |
| Óblast de Moscú              | Ujtomsk                | Aleksándr Zvezdin            |
| Óblast de Moscú              | Stalinogorsk           | Andréi Lebedkov              |
| Óblast de Moscú              | Zagorsk                | Leonid Leonov                |
| Óblast de Moscú              | Mitishchinsk           | Iván Lijachev                |
| Óblast de Moscú              | Kúntsevo               | Alekséi Máksimov             |
| Óblast de Moscú              | Kolomensk              | Viacheslav Malishev          |
| Óblast de Moscú              | Rámensk                | Anastasia Reztsova           |
| Óblast de Moscú              | Orejovo-Zuyevsk        | Motrona Simonzhenkova        |
| Óblast de Moscú              | Serpujovsk             | María Sokolova               |
| Óblast de Moscú              | Volokolamsk            | Pável Tarásov                |
| Óblast de Moscú              | Podolsk                | Boris Chernousov             |
| Ciudad de Moscú              | Shcherbakovsk          | Nikolái Burdenko             |
| Ciudad de Moscú              | Leninsk                | Serguéi Vavílov              |
| Ciudad de Moscú              | Sverdlovsk             | Olga Leonova                 |
| Ciudad de Moscú              | Leningradsk            | Gueorgui Malenkov            |
| Ciudad de Moscú              | Mólotovsk              | Viacheslav Mólotov           |
| Ciudad de Moscú              | Oktiabrsk              | Vladímir Pavliukov           |
| Ciudad de Moscú              | Dzherzhinsk            | Iván Panin                   |
| Ciudad de Moscú              | Sokolnitsk             | Iván Párfenov                |
| Ciudad de Moscú              | Kírovsk                | Gueorgui Popov               |
| Ciudad de Moscú              | Shcherbakovsk          | Timoféi Selivanov            |
| Ciudad de Moscú              | Krasnopernensk         | Anna Seregina                |
| Ciudad de Moscú              | Stalinsk               | Iósif Stalin                 |
| Ciudad de Moscú              | Frunzensk              | Anatoli Tretiákov            |
| Ciudad de Moscú              | Sovetsk                | Tatiana Fedorova             |
| Ciudad de Moscú              | Kalininsk              | Nikolái Firiubin             |
| Ciudad de Moscú              | Moskvoretsk            | Dmitri Chechulin             |
| Óblast de Múrmansk           | Múrmansk               | Alekséi Kutirev              |
| Óblast de Mykolaiv           | Mykolaiv               | Vasili Nechipurenko          |
| Óblast de Mykolaiv           | Voznesensk             | Piótr Repéinik               |
| Óblast de Nóvgorod           | Nóvgorod               | Grigori Bumagin              |
| Óblast de Nóvgorod           | Borovitsk              | Matvéi Guliáyev              |
| Óblast de Nóvgorod           | Starorusski            | Piotr Eremeiev               |
| Óblast de Nóvgorod           | Nóvgorod               | Mijaíl Tupitsyn              |
| Óblast de Novosibirsk        | Novosibirsk-Kírovsk    | Boris Vannikov               |
| Óblast de Novosibirsk        | Berdsk                 | Aleksándr Voznesenski        |
| Óblast de Novosibirsk        | Baraba                 | Tamara Kuznetsova            |
| Óblast de Novosibirsk        | Kupinsk                | Mijaíl Kulaguin              |
| Óblast de Novosibirsk        | Berdski                | Vladímir Mish                |
| Óblast de Novosibirsk        | Tatarsk                | Aleksándr Pokryshkin         |
| Óblast de Novosibirsk        | Novosibirsk            | Konstantín Shadrin           |
| Óblast de Novosibirsk        | Centro de Novosibirsk  | Aleksándr Yákovlev           |
| Óblast de Odesa              | Pervomaisk             | Alekséi Kirichenko           |
| Óblast de Odesa              | Odesa                  | Trofim Lysenko               |
| Óblast de Odesa              | Odesa-Voroshílovsk     | Vasili Nikoláyev             |
| Óblast de Odesa              | Odesa-Leninsk          | Aleksándr Skverniak          |
| Óblast de Odesa              | Kotovsk                | Vasili Yushkevich            |
| Óblast de Odesa              | Andriievo-Ivanivka     | Marfa Yushchenko             |
| Óblast de Omsk               | Omsk-Molótovsk         | Vasili Ajramóvich            |
| Óblast de Omsk               | Omsk-Tsentralny        | Iván Borísov                 |
| Óblast de Omsk               | Tarsk                  | Leonid Kuzik                 |
| Óblast de Omsk               | Omsk-Kaganóvichsk      | Kuzma Miniáilo               |
| Óblast de Omsk               | Omsk                   | Serguéi Rumiántsev           |
| Óblast de Omsk               | Omsk-Mólotovsk         | Olga Sokolova-Ponomariova    |
| Óblast de Omsk               | Nazyvayevsky           | Anna Yurina                  |
| Óblast de Oriol              | Orlovsk                | Egor Abakúmov                |
| Óblast de Oriol              | Livensk                | Aleksándr Domarev            |
| Óblast de Oriol              | Orlovsk                | Nikolái Ignátov              |
| Óblast de Oriol              | Verjovsk               | Alekséi Prejánov             |
| Óblast de Oriol              | Yeléts                 | Anastasia Shepeleva          |
| RASS de Osetia del Norte     | Severo-Osetia          | Kubadi Kulov                 |
| Óblast de Penza              | Nizhne-Lomovsk         | Andréi Gromiko               |
| Óblast de Penza              | Serdobsk               | Mijaíl Zajárov               |
| Óblast de Penza              | Penza                  | Konstantín Morshchinin       |
| Óblast de Penza              | Penza                  | Piotr Parshin                |
| Óblast de Penza              | Kuznetsk               | Anna Chekalina               |
| Óblast de Pinsk              | Drahičyn               | Timoféi Gorbunov             |
| Óblast de Pinsk              | Pinsk                  | Alekséi Kleshchev            |
| Óblast de Pólatsk            | Gluboksk               | Kuzma Kiselev                |
| Óblast de Pólatsk            | Pólatsk                | Iván Krupenya                |
| Óblast de Polesia            | Mózyr                  | Anna Brel                    |
| Óblast de Polesia            | Mózyr                  | Semión Timoshenko            |
| Óblast de Poltava            | Poltava                | Timoféi Gáyevói              |
| Óblast de Poltava            | Myrgorod               | Yákov Girchenko              |
| Óblast de Poltava            | Haidach                | Anna Golitba                 |
| Óblast de Poltava            | Pyriatyn               | Aleksándra Krugliak          |
| Óblast de Poltava            | Zolotonosha            | Musi Kud                     |
| Óblast de Poltava            | Lubny                  | Vasili Markov                |
| Óblast de Poltava            | Kremenchuk             | Iván Martinenko              |
| Óblast de Poltava            | Myrgorod               | Andréi Semididko             |
| Krai de Primorie             | Spask                  | Anton Bloshchanenko          |
| Krai de Primorie             | Voroshílovsk           | Iván Zólotov                 |
| Krai de Primorie             | Vladivostotsk          | Nikolái Pégov                |
| Krai de Primorie             | Prymorsk               | Iván Rógov                   |
| Óblast de Pskov              | Pskov                  | Leonti Antiufeyev            |
| Óblast de Pskov              | Porjovsk               | Iván Popov                   |
| Óblast de Pskov              | Ostrovsk               | Vasili Semin                 |
| Óblast de Riazán             | Riazhsk                | Daria Garmash                |
| Óblast de Riazán             | Kasimovsk              | Vasili Pronin                |
| Óblast de Riazán             | Riazán                 | Iván Koshkin                 |
| Óblast de Riazán             | Riazán                 | Alekséi Marfin               |
| Óblast de Riazán             | Ranenburgsk            | Aleksándr Ryzhov             |
| Óblast de Riazán             | Sasovsk                | Natalia Shilova              |
| Óblast de Rivne              | Sarny                  | Vasili Begma                 |
| Óblast de Rivne              | Rovensk                | Uliana Efimchuk-Dyachuk      |
| Óblast de Rivne              | Kostopil               | Dmitri Manuilski             |
| Óblast de Rivne              | Dubnivsk               | Anna Oléinik                 |
| Óblast de Rostov             | Taganrog               | Piotr Aleksandiuk            |
| Óblast de Rostov             | Salsk                  | Olga Alekséieva              |
| Óblast de Rostov             | Rostov                 | Borís Dvinski                |
| Óblast de Rostov             | Kámensk                | Konstantín Kartashov         |
| Óblast de Rostov             | Rostov-Lenin           | Iván Kiparenko               |
| Óblast de Rostov             | Rostov-Proletarsk      | Nikolái Kucherenko           |
| Óblast de Rostov             | Shájtinski             | Akulina Pirozhenko           |
| Óblast de Rostov             | Novocherkask           | Serguéi Pokatilo             |
| Óblast de Rostov             | Millerovsk             | Mijaíl Shólojov              |
| Óblast de Sarátov            | Engelssk               | Gueorgui Aleksándrov         |
| Óblast de Sarátov            | Krasnokutsk            | Pável Alferov                |
| Óblast de Sarátov            | Volsk                  | Andréi Vyshinski             |
| Óblast de Sarátov            | Balashovsk             | Ferapont Golovati            |
| Óblast de Sarátov            | Yershovsk              | Mijaíl Kitáyev               |
| Óblast de Sarátov            | Sarátov                | Pável Komarov                |
| Óblast de Sarátov            | Aktorsk                | Piotr Kuzmin                 |
| Óblast de Sarátov            | Rtishchevsk            | Vladímir Obraztsov           |
| Óblast de Sarátov            | Sarátovsk              | Anna Polianitsina            |
| Óblast de Smolensk           | Sichiovsk              | Aleksándr Kidin              |
| Óblast de Smolensk           | Roslavlsk              | Gavrila Kotyash              |
| Óblast de Smolensk           | Smolensk               | Alekséi Oglobin              |
| Óblast de Smolensk           | Smolensk               | Dmitri Pópov                 |
| Óblast de Smolensk           | Yartsevsk              | Kirill Simonov               |
| Óblast de Smolensk           | Viazemsk               | Iraida Troitskaya            |
| Óblast de Smolensk           | Demidovsk              | Olga Chelishcheva            |
| Óblast de Stalingrado        | Stalingrado            | Iván Aleshkin                |
| Óblast de Stalingrado        | Jopersk                | Pável Belov                  |
| Óblast de Stalingrado        | Mijaílovsk             | Iván Zimenkov                |
| Óblast de Stalingrado        | Kalachevsk             | Antonina Kapustina           |
| Óblast de Stalingrado        | Kamishinsk             | Mijaíl Pustovidov            |
| Óblast de Stalingrado        | Stalingrado            | Alekséi Chuiánov             |
| Óblast de Stalino            | Amvrosiivka            | Praskovia Angelina           |
| Óblast de Stalino            | Stalinsk               | Pável Andréiev               |
| Óblast de Stalino            | Stalinsk               | Vasili Vajrushev             |
| Óblast de Stalino            | Yenakiévsk             | Aleksándr Zademidko          |
| Óblast de Stalino            | Stalinsk               | Aleksándr Zasiadko           |
| Óblast de Stalino            | Makiivka               | Iván Korobov                 |
| Óblast de Stalino            | Stalinsk               | Konstantín Litvin            |
| Óblast de Stalino            | Górlovka               | Mijaíl Logvinenko            |
| Óblast de Stalino            | Artemovsk              | Leonid Melnikov              |
| Óblast de Stalino            | Kramatorsk             | Dmitri Potanin               |
| Óblast de Stalino            | Mariúpol               | Pável Seleznev               |
| Óblast de Stalino            | Kostiantynivka         | Aleksándr Struyev            |
| Óblast de Stanislav          | Kolomyia               | Grigori Gravishchuk          |
| Óblast de Stanislav          | Dolyna                 | Anastasia Gretchak           |
| Óblast de Stanislav          | Nadvirna               | Kiril Moskalenko             |
| Óblast de Stanislav          | Pechenizhinsk          | Mijaíl Slon                  |
| Óblast de Stanislav          | Stanislav              | Mijaíl Yatsiv                |
| Krai de Stávropol            | Budyonny               | Vasili Arshava               |
| Krai de Stávropol            | Petrovsk               | Alekséi Belousov             |
| Krai de Stávropol            | Stávropol              | Nikolái Digái                |
| Krai de Stávropol            | Piatigorsk             | Aleksándr Orlov              |
| Krai de Stávropol            | Cherkasy               | Mijaíl Plotnikov             |
| Krai de Stávropol            | Stávropol              | Varlaam Poliábin             |
| Krai de Stávropol            | Gueorguievsk           | Andréi Chujno                |
| Óblast de Sumy               | Sumy                   | Ilya Ivánov                  |
| Óblast de Sumy               | Glújiv                 | Sidor Kolpak                 |
| Óblast de Sumy               | Shostka                | Iván Kozhedub                |
| Óblast de Sumy               | Lebedinsk              | Nikolái Lunin                |
| Óblast de Sumy               | Romny                  | Motrona Cherchenko           |
| Óblast de Sumy               | Konotop                | Efrosina Shkulipa            |
| Óblast de Sverdlovsk         | Sverdlovsk-Stalinsk    | Vasili Andriánov             |
| Óblast de Sverdlovsk         | Krasnoufimsk           | Pável Bazhov                 |
| Óblast de Sverdlovsk         | Kámensk-Uralsky        | Nikolái Kazakov              |
| Óblast de Sverdlovsk         | Irbitsk                | Domnaia Larionova            |
| Óblast de Sverdlovsk         | Serovsk                | Víktor Nedosekin             |
| Óblast de Sverdlovsk         | Nizhni-Tagil           | Yuri Maksarev                |
| Óblast de Sverdlovsk         | Sverdlovsk-Leninsk     | Fiódor Petrov                |
| Óblast de Sverdlovsk         | Pervouralsk            | Vasili Sosunov               |
| Óblast de Sverdlovsk         | Alapáyevsk             | Antonina Trifonova           |
| Óblast de Sverdlovsk         | Kamyshlovsk            | Vasili Chérnishev            |
| Óblast de Tambov             | Morshansk              | Evdokia Apushkina            |
| Óblast de Tambov             | Tambovsk               | Iván Volkov                  |
| Óblast de Tambov             | Michúrinsk             | Fiodor Gusev                 |
| Óblast de Tambov             | Morshansk              | Iván Kuznetsov               |
| Óblast de Tambov             | Zherdevsk              | Fiodor Kuzmin                |
| RASS Tártara                 | Kazán                  | Iván Bardin                  |
| RASS Tártara                 | Tetiushsk              | Nikolái Gúsev                |
| RASS Tártara                 | Menzelinsk             | Sara Dautova                 |
| RASS Tártara                 | Zelenodolsk            | Akhmed Yerikeiév             |
| RASS Tártara                 | Chistopolsk            | Mitrofan Krílov              |
| RASS Tártara                 | Kazán                  | Zinet Murátov                |
| RASS Tártara                 | Novo-Sheshminsk        | Grigori Rómanov              |
| RASS Tártara                 | Yelabuzhsk             | Alekséi Ruchkin              |
| RASS Tártara                 | Bugulminsk             | Vagiz Jafizov                |
| RASS Tártara                 | Kukmorsk               | Vladímir Yákovlev            |
| RSS de Tayikistán            | Stalinabad             | Bobodzhan Gafurov            |
| RSS de Tayikistán            | Leninabad              | Jodi Kinzhayev               |
| RSS de Tayikistán            | Kulob                  | Mamadali Kurbanov            |
| RSS de Tayikistán            | Stalinabad             | Dmitri Protopópov            |
| RSS de Tayikistán            | Jarm                   | Minovar Shagadayev           |
| Óblast de Ternópil           | Kremenets              | Timoféi Vavreniuk            |
| Óblast de Ternópil           | Berezhanski            | Mijaíl Grechuja              |
| Óblast de Ternópil           | Ternópil               | Maria Zvuk                   |
| Óblast de Ternópil           | Chortkiv               | Iván Kompanets               |
| Óblast de Ternópil           | Buchach                | Dmitri Chubéi                |
| Óblast de Tiumén             | Tobolsk                | Kuzma Koshelev               |
| Óblast de Tiumén             | Tiumén                 | Vera Fomina                  |
| Óblast de Tiumén             | Ishimsk                | Fiódor Chubarov              |
| Óblast de Tomsk              | Tomsk                  | Andréi Savinij               |
| Óblast de Tomsk              | Tomsk                  | Alekséi Semin                |
| Óblast de Tula               | Tulski                 | Valentina Pervikova          |
| Óblast de Tula               | Shchekinsk             | Klavdi Subbotin              |
| Óblast de Tula               | Tulski                 | Fiódor Tókarev               |
| Óblast de Tula               | Efremovsk              | Nikolái Chmutov              |
| RSS de Turkmenistán          | Asjabad                | Andréi Andréiev              |
| RSS de Turkmenistán          | Tashauz                | Sukhan Babáyev               |
| RSS de Turkmenistán          | Chardzhou              | Mijaíl Fonin                 |
| RSS de Turkmenistán          | Mary                   | Murat Chuletov               |
| Óblast Autónomo Tuvano       | Kyzylsk                | Salchak Toka                 |
| RASS de Udmurtia             | Glazovsk               | Iván Gorbushin               |
| RASS de Udmurtia             | Mozhginsk              | Andréi Tronin                |
| RASS de Udmurtia             | Izhevsk                | Dmitri Ustínov               |
| RASS de Udmurtia             | Sarapulsk              | Anatoli Chekinov             |
| Óblast de Uliánovsk          | Uliánovsk              | Aleksándr Bochkarev          |
| Óblast de Uliánovsk          | Radíshchevsk           | Aleksándra Vladimirova       |
| Óblast de Uliánovsk          | Inzensk                | Nikolái Semikin              |
| Óblast de Uliánovsk          | Uliánovsk              | Iván Terentiev               |
| Óblast de Uliánovsk          | Melekesk               | Terenti Chagrov              |
| Óblast de Uliánovsk          | Inzensk                | Mijaíl Chérnishev            |
| RSS de Uzbekistán            | Ferganski              | Ibodatjon Akramova           |
| RSS de Uzbekistán            | Bujará                 | Buri Amanova                 |
| RSS de Uzbekistán            | Andiján                | Shakir Badalov               |
| RSS de Uzbekistán            | Urgench                | Tazagul Dzhumaniazova        |
| RSS de Uzbekistán            | Namangán               | Dmitri Zhimerin              |
| RSS de Uzbekistán            | Karshi                 | Pável Kabanov                |
| RSS de Uzbekistán            | Taskent-Leninsk        | Lázar Kaganóvich             |
| RSS de Uzbekistán            | Turtkul                | Sobir Kamalov                |
| RSS de Uzbekistán            | Leninsk                | Serguéi Kanash               |
| RSS de Uzbekistán            | Samarcanda             | Nikolái Lomakin              |
| RSS de Uzbekistán            | Farjadsk               | Abdurazak Mavlianov          |
| RSS de Uzbekistán            | Samarcanda             | Nasir Makhmudov              |
| RSS de Uzbekistán            | Namangán               | Obduvali Muminov             |
| RSS de Uzbekistán            | Bujará                 | Sagdulla Nazarov             |
| RSS de Uzbekistán            | Namangán               | Amin Niyázov                 |
| RSS de Uzbekistán            | Surjan-Daria           | Iván Petrov                  |
| RSS de Uzbekistán            | Taskent                | Nikolái Skvortsov            |
| RSS de Uzbekistán            | Chimbay                | Musa Tashmukhamedov          |
| RSS de Uzbekistán            | Kokand                 | Khalil Turdiev               |
| RSS de Uzbekistán            | Katta-Kurgán           | Tadzhikhon Khusainova        |
| RSS de Uzbekistán            | Taskent-Stalin         | Usman Yusúpov                |
| Óblast de Velíkiye Luki      | Velikoluksk            | Grigori Bóikachev            |
| Óblast de Velíkiye Luki      | Opochetsk              | Konstantín Grishin           |
| Óblast de Velíkiye Luki      | Toropetsk              | Alekséi Karasev              |
| Óblast de Vínnytsia          | Tulchýn                | Nikolái Bazhan               |
| Óblast de Vínnytsia          | Koziatyn               | Nikifor Zaichko              |
| Óblast de Vínnytsia          | Gaisinsk               | Ustina Romaniuk              |
| Óblast de Vínnytsia          | Vínnytsia              | Markiyán Slobodianyuk        |
| Óblast de Vínnytsia          | Vínnytsia              | Mijaíl Stajurski             |
| Óblast de Vínnytsia          | Mohilov-Podolski       | Timoféi Strokach             |
| Óblast de Vínnytsia          | Bershad                | Anastasia Jmaruk             |
| Óblast de Vínnytsia          | Zhmérynka              | Mokrina Chupira              |
| Óblast de Vítebsk            | Vítebsk                | Vasili Zakurdáyev            |
| Óblast de Vítebsk            | Vítebsk                | Serguéi Lukin                |
| Óblast de Vítebsk            | Lépiel                 | Vasili Murzich               |
| Óblast de Vítebsk            | Orsha                  | Aleksándra Savik             |
| Óblast de Vladímir           | Kovrovsk               | Vasili Degtiárev             |
| Óblast de Vladímir           | Gus-Jrustalsk          | Andréi Lebedev               |
| Óblast de Vladímir           | Muromsk                | Elena Lepeshova              |
| Óblast de Vladímir           | Vladímir               | Gueorgui Paltsev             |
| Óblast de Vladímir           | Kovrovsk               | Dmitri Smirnov               |
| Óblast de Vladímir           | Aleksándrovsk          | Nikolái Shatalin             |
| Óblast de Volinia            | Kóvel                  | Praskovia Vasiuta            |
| Óblast de Volinia            | Kamin-Kashirsk         | Leonid Korniets              |
| Óblast de Volinia            | Lutsk                  | Ilya Profatilov              |
| Óblast de Volinia            | Volodímir-Volinski     | Filipp Reshetniak            |
| Óblast de Vólogda            | Jarovsk                | Vasili Bolonin               |
| Óblast de Vólogda            | Veliko-Ustiugsk        | Stepan Volokitin             |
| Óblast de Vólogda            | Vólogda                | Vasili Derbinov              |
| Óblast de Vólogda            | Babáyevsk              | Aleksándr Lobanov            |
| Óblast de Vólogda            | Sokolsk                | Aleksándra Lyuskova          |
| Óblast de Vólogda            | Cherepovetsk           | Apollinaria Markelova        |
| Óblast de Vorónezh           | Bogucharsk             | Alekséi Badáiev              |
| Óblast de Vorónezh           | Ostrogozhsk            | Iván Vasíliev                |
| Óblast de Vorónezh           | Semiluksk              | Konstantín Zhúkov            |
| Óblast de Vorónezh           | Lípetsk                | Trofim Zemliánujin           |
| Óblast de Vorónezh           | Rozsoshansk            | Iván Kovalev                 |
| Óblast de Vorónezh           | Usmansk                | Piotr Miroshnichenko         |
| Óblast de Vorónezh           | Vorónezh               | Vladímir Nikitin             |
| Óblast de Vorónezh           | Borisoglebsk           | Vladímir Romanovski          |
| Óblast de Vorónezh           | Semiluksk              | Andréi Rusanov               |
| Óblast de Vorónezh           | Novojopiórsk           | Konstantín Sveshnikov        |
| Óblast de Vorónezh           | Vorónezh               | Vladímir Tishchenko          |
| Óblast de Vorónezh           | Liskinsk               | Motrona Timosheva            |
| Óblast de Vorónezh           | Annensk                | Akulina Chernij              |
| Óblast de Vorónezh           | Buturlinovsk           | Tatiana Shapovalova          |
| Óblast de Voroshílovgrado    | Voroshílovsk           | Anton Gáyevói                |
| Óblast de Voroshílovgrado    | Rovenkivsk             | Iván Izotov                  |
| Óblast de Voroshílovgrado    | Lysychansk             | Iván Oreshko                 |
| Óblast de Voroshílovgrado    | Starobilsk             | Feodosia Perova              |
| Óblast de Voroshílovgrado    | Kadiévsk               | Kondrat Pochenkov            |
| Óblast de Voroshílovgrado    | Voroshílovgrado        | Iván Sedov                   |
| Óblast de Voroshílovgrado    | Lysychansk             | Stepan Stetsenko             |
| RASS de Yakutia              | Yakutsk                | Gueorgui Maslenníkov         |
| Óblast de Yaroslav           | Rostovsky              | Mijaíl Gromadin              |
| Óblast de Yaroslav           | Tutayevsk              | Vladímir Gubin               |
| Óblast de Yaroslav           | Yaroslavsk             | Alekséi Lariónov             |
| Óblast de Yaroslav           | Ribinsk                | Nikolái Pravotorov           |
| Óblast de Yaroslav           | Yaroslav               | Serafima Terentieva          |
| Óblast de Zakarpatia         | Úzhgorod               | Iván Bash                    |
| Óblast de Zakarpatia         | Just                   | Anna Petrishche              |
| Óblast de Zakarpatia         | Mukácheve              | Vasili Rusin                 |
| Óblast de Zaporiyia          | Melitópol              | Vasili Kostenko              |
| Óblast de Zaporiyia          | Pologsk                | Fiódor Matiushin             |
| Óblast de Zaporiyia          | Osipenkovsk            | Evdokia Postnikova           |
| Óblast de Zaporiyia          | Zaporiyia              | Alekséi Tishchenko           |
| Óblast de Zaporiyia          | Zaporiyia              | Timoféi Chursin              |
| Óblast de Zhytómyr           | Novograd-Volinski      | Alekséi Koval                |
| Óblast de Zhytómyr           | Malinsk                | Ustina Melnik                |
| Óblast de Zhytómyr           | Berdichev              | Nikolái Rozhanchuk           |
| Óblast de Zhytómyr           | Zhytómyr               | Yákov Rokitski               |
| Óblast de Zhytómyr           | Korosten               | Aleksándr Saburov            |
| Óblast de Zhytómyr           | Malyn                  | Iván Senin                   |
| Óblast de Zhytómyr           | Zhytómyr               | Moiséi Pevets                |
| Óblast de Zhytómyr           | Novograd-Volinski      | Vasili Starchenko            |
| Circunscripción Especial     |                        | Víktor Abakúmov              |
| Circunscripción Especial     |                        | Alekséi Antónov              |
| Circunscripción Especial     |                        | Pável Batov                  |
| Circunscripción Especial     |                        | Matvéi Batrakov              |
| Circunscripción Especial     |                        | Serguéi Biriuzov             |
| Circunscripción Especial     |                        | Semión Bogdanov              |
| Circunscripción Especial     |                        | Nikolái Vóronov              |
| Circunscripción Especial     |                        | Aleksándr Golovanov          |
| Circunscripción Especial     |                        | Dimitri Gúsev                |
| Circunscripción Especial     |                        | Alekséi Zheltov              |
| Circunscripción Especial     |                        | Gueorgui Zhúkov              |
| Circunscripción Especial     |                        | Vasili Klokov                |
| Circunscripción Especial     |                        | Iván Kónev                   |
| Circunscripción Especial     |                        | Vasili Kuznetsov             |
| Circunscripción Especial     |                        | Iván Ladutko                 |
| Circunscripción Especial     |                        | Dmitri Leliushenko           |
| Circunscripción Especial     |                        | Kiril Meretskov              |
| Circunscripción Especial     |                        | Aleksándr Nóvikov            |
| Circunscripción Especial     |                        | Vasili Pópov                 |
| Circunscripción Especial     |                        | Pável Rybalko                |
| Circunscripción Especial     |                        | Konstantín Rokossovski       |
| Circunscripción Especial     |                        | Aleksándr Tevchenkov         |
| Circunscripción Especial     |                        | Fiódor Tolbujin              |
| Circunscripción Especial     |                        | Vasili Chuikov               |
| Circunscripción Especial     |                        | Terenti Shtikov              |
| Circunscripción Especial     |                        | Nikolái Yákovlev             |

## Sóviet de las Nacionalidades
| República                          | Distrito                        | Diputado                    |
| ---------------------------------- | ------------------------------- | --------------------------- |
| RASS de Abjasia                    | Tkvarcheli                      | Alekséi Aiba                |
| RASS de Abjasia                    | Ochamchira                      | Vasili Gogua                |
| RASS de Abjasia                    | Gudauta                         | Mijaíl Delba                |
| RASS de Abjasia                    | Ochamchira                      | Simón Dzhanashia            |
| RASS de Abjasia                    | Sujumi-Karlo Libknejta          | Yaroslav Ioseliane          |
| RASS de Abjasia                    | Gagrinsk                        | Yason Kokoskeria            |
| RASS de Abjasia                    | Sujumi                          | Stepan Mamulov              |
| RASS de Abjasia                    | Gallsk                          | Aleksándr Mirtsjulava       |
| RASS de Abjasia                    | Gallsk                          | Aleksándr Topuridze         |
| RASS de Abjasia                    | Kaldajversk                     | Susana Jagba                |
| RASS de Abjasia                    | Gulripshsk                      | Semión Joshtaria            |
| RASS de Abjasia                    | Sujumi                          | Mija Tsjakaya               |
| Óblast Autónomo Adigués            | Maikopsk                        | Mijaíl Davidov              |
| Óblast Autónomo Adigués            | Krasnogvardeisk                 | Magomet Dzibov              |
| Óblast Autónomo Adigués            | Maikopsk                        | Pável Smirnov               |
| Óblast Autónomo Adigués            | Tajtamukái                      | Aslancheri Chamokov         |
| Óblast Autónomo Adigués            | Koshejabl                       | Tagir Shjalajov             |
| RSS de Armenia                     | Mikoyanovsky                    | Karo Alabyan                |
| RSS de Armenia                     | Leninakan                       | Shmavon Arushanyan          |
| RSS de Armenia                     | Kotayk                          | Babken Astvatsaturyan       |
| RSS de Armenia                     | Oktyabrsky                      | Gegam Baghdasaryan-Saryan   |
| RSS de Armenia                     | Berievsky                       | Nazani Galstyan             |
| RSS de Armenia                     | Echmiadzinski                   | Rebeka Garibyan             |
| RSS de Armenia                     | Kirovakansky                    | Anichka Gekchyan            |
| RSS de Armenia                     | Aratshatsky                     | Armen Gulakyan              |
| RSS de Armenia                     | Gorisky                         | Rubén Eolyan                |
| RSS de Armenia                     | Ereván-Mólotov                  | Iván Yeghiazarov            |
| RSS de Armenia                     | Amasya                          | Mamed Iskenderov            |
| RSS de Armenia                     | Nor-Bayazetsky                  | Akop Kirakosyan             |
| RSS de Armenia                     | Dilizhansky                     | Bogdan Kobúlov              |
| RSS de Armenia                     | Ajtynsky                        | Jachatur Koshtoyants        |
| RSS de Armenia                     | Martuninsky                     | Nikita Krymyan              |
| RSS de Armenia                     | Kafansky                        | Amayak Martirosyan          |
| RSS de Armenia                     | Artiksky                        | Suren Mikaelyan             |
| RSS de Armenia                     | Ereván-Stalin                   | Anastás Mikoyán             |
| RSS de Armenia                     | Ereván-Spandaryan               | Levon Osipyan               |
| RSS de Armenia                     | Stepanavansky                   | Matsak Papian               |
| RSS de Armenia                     | Alaverdsky                      | Aram Piruzyan               |
| RSS de Armenia                     | Ereván-Kírov                    | Martiros Saryan             |
| RSS de Armenia                     | Aparansky                       | Samand Siabandov            |
| RSS de Armenia                     | Iyeván                          | Nunik Tujikyan              |
| RSS de Armenia                     | Ajuryansky                      | Andranik Jachatryan         |
| RASS de Ayaria                     | Kapandibsk                      | David Bakradze              |
| RASS de Ayaria                     | Keda                            | Máksim Balavadze            |
| RASS de Ayaria                     | Batumi-Frunzensk                | Vagan Grigorian             |
| RASS de Ayaria                     | Urejsk                          | Aishe Gurgenidze            |
| RASS de Ayaria                     | Shaujevski                      | Daud Davitadze              |
| RASS de Ayaria                     | Batumi-Beria                    | Grigori Kiknadze            |
| RASS de Ayaria                     | Chakvinsk                       | Nikolái Kipshidze           |
| RASS de Ayaria                     | Batumi-Shaumiansk               | Iósif Kochlamazashvili      |
| RASS de Ayaria                     | Kobuleti                        | Dursun Nizharadze           |
| RASS de Ayaria                     | Batumi-Primorsk                 | Nikolái Rujadze             |
| RASS de Ayaria                     | Julo                            | Porfiri Chanchibadze        |
| RSS de Azerbaiyán                  | Stepanakert                     | Yusif Abdullayev            |
| RSS de Azerbaiyán                  | Lachynsky                       | Sharafat Agáyeva            |
| RSS de Azerbaiyán                  | Nuhisky                         | Zuleija Alekperova          |
| RSS de Azerbaiyán                  | Najicheván                      | Musa Aliyev                 |
| RSS de Azerbaiyán                  | Bakú-Oktyabrsky                 | Chimnaz Aslanova            |
| RSS de Azerbaiyán                  | Zakatalsky                      | Rubaba Ajúndova             |
| RSS de Azerbaiyán                  | Shamjorsky                      | Basti Bagirova              |
| RSS de Azerbaiyán                  | Quba                            | Samed Vekilov               |
| RSS de Azerbaiyán                  | Bakú-Voroshílov                 | Petro Vorobyov              |
| RSS de Azerbaiyán                  | Najicheván                      | Uzeyir Haybeikov            |
| RSS de Azerbaiyán                  | Yevlajsky                       | Yunus Gadzhiev              |
| RSS de Azerbaiyán                  | Lankaran                        | Hasan Hasanov               |
| RSS de Azerbaiyán                  | Sabirabad                       | Nazar Heydarov              |
| RSS de Azerbaiyán                  | Bakú-Leninsky                   | Aleksándra Devyatkina       |
| RSS de Azerbaiyán                  | Kazajsky                        | Mirza Ibragimov             |
| RSS de Azerbaiyán                  | Agdam                           | Allahverdi Isáyev           |
| RSS de Azerbaiyán                  | Bakú-Shaumyaniv                 | Islam Islamzade             |
| RSS de Azerbaiyán                  | Sabirabad                       | Mir Bashir Gasimov          |
| RSS de Azerbaiyán                  | Salian                          | Sultan Kafarzade            |
| RSS de Azerbaiyán                  | Jachmaz                         | Mir Asadulla Mirkasimov     |
| RSS de Azerbaiyán                  | Kasum-Ismailovsky               | Aleksándr Osipenko          |
| RSS de Azerbaiyán                  | Goychay                         | Gayi Perigul                |
| RSS de Azerbaiyán                  | Bakú-Dzerzhinsky                | Rustam Rustamov             |
| RSS de Azerbaiyán                  | Masalinsky                      | Mirab-Talib Samedov         |
| RSS de Azerbaiyán                  | Kírovabad                       | Hasan Seidov                |
| RSS de Azerbaiyán                  | Shemajinsky                     | Abdullah Talibzade          |
| RSS de Azerbaiyán                  | Bakú                            | Mir Teymur Yakubov          |
| RASS de Baskiria                   | Tuymazinsk                      | Ráifa Bagautdinova          |
| RASS de Baskiria                   | Duvansk                         | Sabir Vagapov               |
| RASS de Baskiria                   | Yanaulsk                        | Mujamet Valiev              |
| RASS de Baskiria                   | Beloretsk                       | Fátima Ganeieva             |
| RASS de Baskiria                   | Birsk                           | Musa Gareyev                |
| RASS de Baskiria                   | Ufimsk                          | Umikamal Zaynetdinova       |
| RASS de Baskiria                   | Chernikovsk                     | Vladímir Klímov             |
| RASS de Baskiria                   | Ufimsk                          | Rakia Kutlubáyeva           |
| RASS de Baskiria                   | Meleuzovsk                      | Aleksándra Miakot           |
| RASS de Baskiria                   | Belebeiévsk                     | Gilman Nigmadzhanov         |
| RASS de Baskiria                   | Sterlitamaksk                   | Timerbulat Jalikov          |
| RASS Buriato-Mongola               | Bichursk                        | Dorzhi Garmáyev             |
| RASS Buriato-Mongola               | Yeravninsk                      | Klavdia Gomboeva-Yazikovaya |
| RASS Buriato-Mongola               | Dzhidinsk                       | Togochi Danzanov            |
| RASS Buriato-Mongola               | Ulán-Udé                        | Anatoli Dudin               |
| RASS Buriato-Mongola               | Kabansk                         | Solomón Ivánov              |
| RASS Buriato-Mongola               | Ulan-Udensk                     | Iván Kochurov               |
| RASS Buriato-Mongola               | Barguzin                        | Budazhap Lobsanov           |
| RASS Buriato-Mongola               | Kiajtinsk                       | Jotsa Namsaráyev            |
| RASS Buriato-Mongola               | Ulán-Ude                        | Serguéi Prokópiev           |
| RASS Buriato-Mongola               | Tarbagataisk                    | Lukeria Shurigina           |
| RSS de Bielorrusia                 | Mózyr                           | Nikolái Avjimovich          |
| RSS de Bielorrusia                 | Mózyr                           | Iván Bilinski               |
| RSS de Bielorrusia                 | Orshansky                       | Iván Vetrov                 |
| RSS de Bielorrusia                 | Borisovsky                      | Semión Ginzburg             |
| RSS de Bielorrusia                 | Klimovichsky                    | Konstantín Dlugashevski     |
| RSS de Bielorrusia                 | Bobruisky                       | Andréi Zhdánovich           |
| RSS de Bielorrusia                 | Minsk                           | Elena Zima                  |
| RSS de Bielorrusia                 | Brestsky                        | Motrona Ignatiuk            |
| RSS de Bielorrusia                 | Mogilevsky                      | Iósif Kardovich             |
| RSS de Bielorrusia                 | Slutsky                         | Aleksándr Kozel             |
| RSS de Bielorrusia                 | Vitebsky                        | Vladímir Kudiayev           |
| RSS de Bielorrusia                 | Lidsky                          | Iván Kuzmitski              |
| RSS de Bielorrusia                 | Rogachevsky                     | Petr Levitski               |
| RSS de Bielorrusia                 | Goretsky                        | Vasili Leonov               |
| RSS de Bielorrusia                 | Polotsky                        | Vladímir Lobanok            |
| RSS de Bielorrusia                 | Gluboksky                       | María Lukovskaya            |
| RSS de Bielorrusia                 | Baranovichsky                   | Vasili Makarov              |
| RSS de Bielorrusia                 | Grodnensky                      | Serguéi Pritski             |
| RSS de Bielorrusia                 | Molodechnensky                  | Elizaveta Senkevich         |
| RSS de Bielorrusia                 | Minsk                           | Aleksándra Stepánova        |
| RSS de Bielorrusia                 | Pinsky                          | Boris Telpuk                |
| RSS de Bielorrusia                 | Gomelsky                        | Evdokia Uralova             |
| RSS de Bielorrusia                 | Kobrinsky                       | Aleksándra Fedosyuk         |
| RSS de Bielorrusia                 | Novogrudsky                     | Vladímir Tsaryuk            |
| RSS de Bielorrusia                 | Postavsky                       | Stepan Shutov               |
| RASS Buriato-Mongola               | Tunkinsk                        | Ilya Baldinov               |
| RSS Carelo-Finesa                  | Pervomaisk                      | Nikolái Anichkov            |
| RSS Carelo-Finesa                  | Kondopozhsk                     | Anna Afanaseva              |
| RSS Carelo-Finesa                  | Suoyarvi                        | Iván Beliáyev               |
| RSS Carelo-Finesa                  | Olónets                         | Andréi Bogdánov             |
| RSS Carelo-Finesa                  | Prionezhsk                      | Vladímir Vvedenski          |
| RSS Carelo-Finesa                  | Pervomaiski                     | Boris Vedeneyev             |
| RSS Carelo-Finesa                  | Kem                             | Voldemar Virolainen         |
| RSS Carelo-Finesa                  | Pudozhsk                        | Agafia Gerasimova           |
| RSS Carelo-Finesa                  | Belomorsk                       | Marko Gorbachov             |
| RSS Carelo-Finesa                  | Kem                             | Aleksándr Éfremov           |
| RSS Carelo-Finesa                  | Zheleznodorozh                  | Natalia Ignatova            |
| RSS Carelo-Finesa                  | Belomorsk                       | Anna Ignatieva              |
| RSS Carelo-Finesa                  | Seguezha                        | Ekaterina Kudriavtseva      |
| RSS Carelo-Finesa                  | Zaonezhsk                       | Nikolái Kukolev             |
| RSS Carelo-Finesa                  | Kurkioksk                       | Otto Kuusinen               |
| RSS Carelo-Finesa                  | Louji                           | Motrona Langueva            |
| RSS Carelo-Finesa                  | Kondopozhsk                     | Máksim Litvínov             |
| RSS Carelo-Finesa                  | Seguezha                        | Ilya Mazuruk                |
| RSS Carelo-Finesa                  | Priazhinsk                      | Vladímir Meléntiev          |
| RSS Carelo-Finesa                  | Sortavala                       | Gueorgui Orlov              |
| RSS Carelo-Finesa                  | Oktiabrski                      | Iván Papanin                |
| RSS Carelo-Finesa                  | Rugozersk                       | Pável Prokkonen             |
| RSS Carelo-Finesa                  | Sortavala                       | Grigori Sedov               |
| RSS Carelo-Finesa                  | Medvezhegorsk                   | Iósif Siukianen             |
| RSS Carelo-Finesa                  | Zaritsk                         | Adolf Taimi                 |
| RSS Carelo-Finesa                  | Medvezhegorsk                   | Praskovia Fedotova          |
| Óblast Autónomo Cherkeso           | Cherkesk                        | Alekséi Baránov             |
| Óblast Autónomo Cherkeso           | Cherkesk                        | Piotr Dzaragazov            |
| Óblast Autónomo Cherkeso           | Jabez                           | Jamzat Kalmikov             |
| Óblast Autónomo Cherkeso           | Ikon-Jalkovsk                   | Iván Koróvnikov             |
| Óblast Autónomo Cherkeso           | Kuvinsk                         | Pashaján Lakazova           |
| RASS de Chuvasia                   | Tsivilsk                        | Irina Aleksándrova          |
| RASS de Chuvasia                   | Cheboksarsk                     | Zoya Andreyeva              |
| RASS de Chuvasia                   | Ibersinsk                       | Stepan Belolipetski         |
| RASS de Chuvasia                   | Kanashsk                        | Aleksándr Gorkin            |
| RASS de Chuvasia                   | Chkalovsk                       | Vasili Záitsev              |
| RASS de Chuvasia                   | Yadrinsk                        | Yákov Pávlov                |
| RASS de Chuvasia                   | Vurnarsk                        | Yákov Petrov                |
| RASS de Chuvasia                   | Urmarsk                         | Iván Ribakov                |
| RASS de Chuvasia                   | Cheboksarsk                     | Motrona Sorokina            |
| RASS de Chuvasia                   | Alatirsk                        | Zosima Shashkov             |
| RASS de Chuvasia                   | Shumerlinsk                     | Iván Shirov                 |
| RASS de Daguestán                  | Derbentsk                       | Mariat Bagisheva            |
| RASS de Daguestán                  | Ajtinsk                         | Magomed Gadzhiev            |
| RASS de Daguestán                  | Majachkalinsk                   | Aleksándr Ishkov            |
| RASS de Daguestán                  | Sergokalinsk                    | Ibragim Karabudagov         |
| RASS de Daguestán                  | Andalalsk                       | Magomed Medzhidov           |
| RASS de Daguestán                  | Junzajsk                        | Patimat Nurmagomedova       |
| RASS de Daguestán                  | Laksk                           | Rizván Suleimanov           |
| RASS de Daguestán                  | Jasaviurtovsk                   | Ahmed Sultan-Ahmedov        |
| RASS de Daguestán                  | Majachkalá                      | Adilgiréi Tajtárov          |
| RASS de Daguestán                  | Botlijsk                        | Dzhamilat Shéijova          |
| RASS de Daguestán                  | Buinaksk                        | Solimat Shéijovaia          |
| RSS de Estonia                     | Mustveyevsk                     | Elfrida Borotkina           |
| RSS de Estonia                     | Harju Occidental                | Leonhard Illison            |
| RSS de Estonia                     | Valga                           | Mijaíl Kazakov              |
| RSS de Estonia                     | Haapsaluski                     | Kustas Kaleviste            |
| RSS de Estonia                     | Viljandi                        | August Kepman               |
| RSS de Estonia                     | Paideski Sur                    | Maria Kipp                  |
| RSS de Estonia                     | Tartu                           | Alfred Koort                |
| RSS de Estonia                     | Pärnu                           | Boris Kumm                  |
| RSS de Estonia                     | Harju Oriental                  | Olga Lauristin              |
| RSS de Estonia                     | Põlva                           | Ferdinand Lijmus            |
| RSS de Estonia                     | Viljandi                        | Yuri Nuut                   |
| RSS de Estonia                     | Kilingi-Nõmme                   | Salme Pello                 |
| RSS de Estonia                     | Järva-Jaani                     | Lembit Pern                 |
| RSS de Estonia                     | Tallin-Morskói                  | Gueorgui Perov              |
| RSS de Estonia                     | Kiviil                          | Eduard Piklik               |
| RSS de Estonia                     | Tallin Central                  | Johannes Pildroos           |
| RSS de Estonia                     | Tallin-Kopl                     | German Press                |
| RSS de Estonia                     | Virussky                        | Eduard Piall                |
| RSS de Estonia                     | Narva                           | Elmar Rije                  |
| RSS de Estonia                     | Tartu Sur                       | Serguéi Sazónov             |
| RSS de Estonia                     | Lianesky                        | August Salundi              |
| RSS de Estonia                     | Tartu Norte                     | Yuliana Telman              |
| RSS de Estonia                     | Saaresky                        | Vladímir Tríbuts            |
| RSS de Estonia                     | Kabli                           | Ilmar Yurisson              |
| RSS de Estonia                     | Rakversky                       | Adolf Yanson                |
| RSS de Georgia                     | Zestafonsky                     | Gueorgui Alavidze           |
| RSS de Georgia                     | Batumi                          | Kirill Bechvaya             |
| RSS de Georgia                     | Jashursky                       | Vasili Budzhiashvili        |
| RSS de Georgia                     | Chiatursky                      | Kalenik Gavtadze            |
| RSS de Georgia                     | Tiflis                          | Gueorgui Gochashvili        |
| RSS de Georgia                     | Samtredsk                       | Vladímir Dzhandzhgava       |
| RSS de Georgia                     | Ajaltsijsky                     | Makar Dzhashi               |
| RSS de Georgia                     | Ajalkalaksky                    | Serguéi Ishjanov            |
| RSS de Georgia                     | Gurdzhaansky                    | Grigori Karanadze           |
| RSS de Georgia                     | Stalinirsky                     | Zajari Ketsjoveli           |
| RSS de Georgia                     | Potisky                         | Grigori Kokaya              |
| RSS de Georgia                     | Tiflis-Lenin                    | Shalva Kojreidze            |
| RSS de Georgia                     | Gori                            | Sofia Maridashvili          |
| RSS de Georgia                     | Tiflis-Ordozhonikidze           | Tamara Matiashvili          |
| RSS de Georgia                     | Sujum Rural                     | Akaki Mgeladze              |
| RSS de Georgia                     | Kutaisky                        | Grigori Narsia              |
| RSS de Georgia                     | Signajski                       | Anna Pirosmanashvili        |
| RSS de Georgia                     | Ambrolaursky                    | Shalva Purtsjvanidze        |
| RSS de Georgia                     | Zugdidsky                       | Ksenia Sarsania             |
| RSS de Georgia                     | Chejotaursky                    | Vasili Sijarulidze          |
| RSS de Georgia                     | Gegechkorsky                    | Akaki Jorava                |
| RSS de Georgia                     | Telavsky                        | Mijaíl Chiaureli            |
| RSS de Georgia                     | Tiflis-Stalinsky                | David Chichinadze           |
| RSS de Georgia                     | Tiflis                          | Zhakari Chjubianishvili     |
| RSS de Georgia                     | Sujumi                          | Petr Sharia                 |
| Óblast Autónomo de Gorno-Badajshán | Vanchsk                         | Kobilem Baratova            |
| Óblast Autónomo de Gorno-Badajshán | Ishkoshim                       | Sabzbojor Elnazarova        |
| Óblast Autónomo de Gorno-Badajshán | Jorogsk                         | Stepan Kotenko              |
| Óblast Autónomo de Gorno-Badajshán | Rushon                          | Dzhifon Mulkamonov          |
| Óblast Autónomo de Gorno-Badajshán | Mugabsk                         | Tursunbái Uldzhabáyev       |
| Óblast Autónomo Hebreo             | Stalinsk                        | Neon Antónov                |
| Óblast Autónomo Hebreo             | Smidovichsk                     | Aleksándr Bajmutski         |
| Óblast Autónomo Hebreo             | Birobidzhansk                   | Shifra Kochina              |
| Óblast Autónomo Hebreo             | Leninsk                         | Iván Nikishov               |
| Óblast Autónomo Hebreo             | Smidovich                       | Pável Simonov               |
| Óblast Autónomo Hebreo             | Stalinsk                        | Vladimír Fadéyev            |
| Óblast Autónomo Hebreo             | Obluchensk                      | Efim Jalái                  |
| Óblast Autónomo Jakasio            | Abakán                          | Fiodor Afanasiev            |
| Óblast Autónomo Jakasio            | Saralinsk                       | Serguéi Inkizhekov          |
| Óblast Autónomo Jakasio            | Shirinsk                        | Ilya Kobezhikov             |
| Óblast Autónomo Jakasio            | Askizsk                         | Alekséi Lobachev            |
| Óblast Autónomo Jakasio            | Chernogorsk                     | Konstantín Sergichuk        |
| RASS de Kabardia                   | Maisk                           | Vasili Babich               |
| RASS de Kabardia                   | Maisk                           | Grigori Bezhanov            |
| RASS de Kabardia                   | Nagorni                         | Zhanos Bekulova             |
| RASS de Kabardia                   | Projladnensk                    | Víktor Vesnin               |
| RASS de Kabardia                   | Primalkinsk                     | Arseni Golovkó              |
| RASS de Kabardia                   | Elbrusski                       | Vasili Droni                |
| RASS de Kabardia                   | Tersk                           | Izraíl Kazmajov             |
| RASS de Kabardia                   | Oktiabrsk                       | María Puzanova              |
| RASS de Kabardia                   | Baksansk                        | Ali Sasikov                 |
| RASS de Kabardia                   | Stalinsk                        | Aleksándra Sojova           |
| RASS de Kabardia                   | Urvansk                         | Zhanjot Juzhokov            |
| RASS de Kabardia                   | Nalchitsk                       | Gid Shibzujov               |
| RASS de Karakalpakia               | Beruni                          | Zhumagul Abduraimova        |
| RASS de Karakalpakia               | Turtkulsk                       | Yuldash Babadzhanov         |
| RASS de Karakalpakia               | Kegeilinsk                      | Mateke Dzhumanazarov        |
| RASS de Karakalpakia               | Muinaksk                        | Akiuriuk Zholmahambetova    |
| RASS de Karakalpakia               | Chimbái                         | Bagdagul Kozhametova        |
| RASS de Karakalpakia               | Turtkul                         | Durdibái Madráimov          |
| RASS de Karakalpakia               | Nukus                           | Pastbishche Makhmudovoye    |
| RASS de Karakalpakia               | Kungrado                        | Kasim Rajímov               |
| RASS de Karakalpakia               | Jodzheilinsk                    | Pirzhan Seitov              |
| RASS de Karakalpakia               | Kuibyshev                       | Tajtamurat Sultanov         |
| RASS de Karakalpakia               | Tajta-Kupirsk                   | Urazmet Jalmuratov          |
| RSS de Kazajistán                  | Kzil-Ordi                       | Muhamedzhan Abdikalikov     |
| RSS de Kazajistán                  | Karaganda                       | Aubakir Alimzhanov          |
| RSS de Kazajistán                  | Ayaguzsky                       | Nurjia Alshinovaia          |
| RSS de Kazajistán                  | Semipalatinsky                  | Naylia Bazanova             |
| RSS de Kazajistán                  | Mólotovsky                      | Talgat Begeldinov           |
| RSS de Kazajistán                  | Kokchetavsky                    | Malik Gabdullin             |
| RSS de Kazajistán                  | Pavlodarsky                     | Anna Geyko                  |
| RSS de Kazajistán                  | Alma-Ata                        | Klavdia Gurovaya            |
| RSS de Kazajistán                  | Aktyubinsky                     | Sisembe Daugarin            |
| RSS de Kazajistán                  | Alma-Ata                        | Dzhakip-Bek Dzhangozin      |
| RSS de Kazajistán                  | Guryevsky                       | Balganim Dospayeva          |
| RSS de Kazajistán                  | Chimkentsky                     | Baybek Yermekov             |
| RSS de Kazajistán                  | Petropavlovsky                  | Aleksándr Zagovelyev        |
| RSS de Kazajistán                  | Amangeldinsk                    | Mijaíl Zolotujin            |
| RSS de Kazajistán                  | Akmolinsk                       | Abdisamet Kazakpayev        |
| RSS de Kazajistán                  | Petropavlóvsk                   | Nikolái Konoválov           |
| RSS de Kazajistán                  | Kustanáisky                     | Kalibek Kuanishpayev        |
| RSS de Kazajistán                  | Chimkentsky                     | Serguéi Ogoltsov            |
| RSS de Kazajistán                  | Zaysanky                        | Ilyas Omarov                |
| RSS de Kazajistán                  | Taldy-Kurgansky                 | Salija Ongarbayeva          |
| RSS de Kazajistán                  | Uralisky                        | Mináidar Salin              |
| RSS de Kazajistán                  | Karagandinsky                   | Kanish Satpayev             |
| RSS de Kazajistán                  | Dzhambulisky                    | Konstantín Filippov         |
| RSS de Kazajistán                  | Ust-Kamenogorsky                | Semión Chesnokov            |
| RSS de Kazajistán                  | Turkestansky                    | Zhumabái Shayajmetov        |
| RSS de Kirguistán                  | Karavansky                      | Kolmat Alimkulov            |
| RSS de Kirguistán                  | Kírovsky                        | Baktahul Andobekova         |
| RSS de Kirguistán                  | Kizil-Askersky                  | Isa Ajunbayev               |
| RSS de Kirguistán                  | Frunze-Proletarsk               | Ekaterina Velichka          |
| RSS de Kirguistán                  | Toktogulsky                     | Kadirali Dzhanaliev         |
| RSS de Kirguistán                  | Balikchinsky                    | Abdish Dzharkimbayev        |
| RSS de Kirguistán                  | Kochkorsky                      | Aleksándr Ivánov            |
| RSS de Kirguistán                  | Narinsky                        | Shadikan Imanaliyev         |
| RSS de Kirguistán                  | Liailiatsky                     | Kadirkul Kachkeyev          |
| RSS de Kirguistán                  | Uzgensky                        | Turabái Kulatov             |
| RSS de Kirguistán                  | Mólotovsky                      | Solomón Lozovski            |
| RSS de Kirguistán                  | Karavansky                      | Narbubu Malikeyeva          |
| RSS de Kirguistán                  | Kalininsky                      | Bolot Mambetov              |
| RSS de Kirguistán                  | Issik-Kulsky                    | Sokubái Mamitovaia          |
| RSS de Kirguistán                  | Kantsk                          | Dzhanilcha Mankulova        |
| RSS de Kirguistán                  | Osh                             | Nikolái Narozhni            |
| RSS de Kirguistán                  | Naukatsk                        | Iván Rebrov                 |
| RSS de Kirguistán                  | Chuy                            | Konstantín Skriabin         |
| RSS de Kirguistán                  | Przhevalisk                     | Ibrái Sorombayev            |
| RSS de Kirguistán                  | Osh                             | Tursunali Suleimanov        |
| RSS de Kirguistán                  | Kizil-Askersk                   | Altinchach Sultanbekova     |
| RSS de Kirguistán                  | Dzhalal-Abadsk                  | Kambarali Surambayev        |
| RSS de Kirguistán                  | Talassk                         | Moldogazi Tokobayev         |
| RSS de Kirguistán                  | Frunze-Pervomay                 | Dosali Turatbekov           |
| RSS de Kirguistán                  | Bazar-Zurgán                    | Dosu Shabayev               |
| RSS de Kirguistán                  | Stalin                          | Kerimbiubiu Shopokova       |
| RSS de Kirguistán                  | Frunze-Sverdlovsk               | Vasili Shuvalov             |
| RASS de Komi                       | Zheleznodorozhny                | Grigori Arteyev             |
| RASS de Komi                       | Izhemski                        | Mijaíl Arteyev              |
| RASS de Komi                       | Ujtá                            | Semión Burdakov             |
| RASS de Komi                       | Siktivkar                       | Gennadi Vetoshkin           |
| RASS de Komi                       | Siktivdinsk                     | Hanna Yelkina               |
| RASS de Komi                       | Kozhvinsk                       | Avraami Zaveniagin          |
| RASS de Komi                       | Vorkutinsk                      | Mijaíl Martsev              |
| RASS de Komi                       | Ust-Vimsk                       | Maria Minina                |
| RASS de Komi                       | Sisolsk                         | Anna Sazhina                |
| RASS de Komi                       | Priluzsk                        | Vassa Serditova             |
| RASS de Komi                       | Ust-Kulomsk                     | Gueorgui Timushev           |
| RSS de Letonia                     | Madonsk                         | Detlav Brantkaln            |
| RSS de Letonia                     | Yelgavsk                        | David Veyland               |
| RSS de Letonia                     | Bausk                           | Yan Gustson                 |
| RSS de Letonia                     | Zadvinsk                        | Fritsis Deglavs             |
| RSS de Letonia                     | Yekabpilsk                      | Avgust Eglit                |
| RSS de Letonia                     | Tukumski                        | Klara Zalete                |
| RSS de Letonia                     | Proletarsk                      | Veronika Zarin              |
| RSS de Letonia                     | Rizhsk                          | Marta Zimen                 |
| RSS de Letonia                     | Vilyaksk                        | Melania Kauss               |
| RSS de Letonia                     | Tsesisk                         | Augusts Kirhenšteins        |
| RSS de Letonia                     | Viliansk                        | Vikenti Lavkovski           |
| RSS de Letonia                     | Kírovsk                         | Villis Latsis               |
| RSS de Letonia                     | Talsinsk                        | Paulis Leinsh               |
| RSS de Letonia                     | Liepaysk                        | Vladislav Liguts            |
| RSS de Letonia                     | Kraslovsk                       | Anton Lurinsh               |
| RSS de Letonia                     | Ilukstsk                        | Maria Margevich             |
| RSS de Letonia                     | Stalinsk                        | Elfrida Poka                |
| RSS de Letonia                     | Ventspilsk                      | Eva Paldin                  |
| RSS de Letonia                     | Rezeknessk                      | Arvīds Pelše                |
| RSS de Letonia                     | Kuldigsko-Ayzputsk              | Fritsis Rokpelnis           |
| RSS de Letonia                     | Moskovsk                        | Vasili Riazonov             |
| RSS de Letonia                     | Ludzensk                        | Avgust Samson               |
| RSS de Letonia                     | Daugavpilssk                    | Yan Smagar                  |
| RSS de Letonia                     | Valmersk                        | Karl Strazdin               |
| RSS de Letonia                     | Valksk                          | Yan Yurgen                  |
| RSS de Lituania                    | Mariampolsk                     | Yuozas Ambrazevichius       |
| RSS de Lituania                    | Utiansk                         | Stanislovas Opivala         |
| RSS de Lituania                    | Ukmergsk                        | Yuozas Bagachiunas          |
| RSS de Lituania                    | Vilna Oriental                  | Iósif Bartashunas           |
| RSS de Lituania                    | Mazheyksk                       | Pranas Vaitekaitis          |
| RSS de Lituania                    | Alitusk                         | Antanás Ventslova           |
| RSS de Lituania                    | Klaipedsk                       | Iván Grishin                |
| RSS de Lituania                    | Zarasaisk                       | Aleksándr Isachenko         |
| RSS de Lituania                    | Vilna Occidental                | Piatras Karetskas           |
| RSS de Lituania                    | Trakaisk                        | María Kaunaite              |
| RSS de Lituania                    | Vilna                           | Fedor Kovalev               |
| RSS de Lituania                    | Kedainsk                        | Jonas Krishchunas           |
| RSS de Lituania                    | Kaunas                          | María Lukashevichenoye      |
| RSS de Lituania                    | Taurag                          | Stanislovas Malinauskas     |
| RSS de Lituania                    | Panevėžys                       | Jonas Margis                |
| RSS de Lituania                    | Rokishsk                        | Jonas Matsevichius          |
| RSS de Lituania                    | Panevėžys                       | Jonas Matsiauskas           |
| RSS de Lituania                    | Raisinsk                        | Antonina Misene             |
| RSS de Lituania                    | Birzhaisk                       | Balis Pazhemiatskas         |
| RSS de Lituania                    | Kaunas                          | Kipras Petrauskas           |
| RSS de Lituania                    | Telšiai                         | Kazis Preikshas             |
| RSS de Lituania                    | Šiauliai                        | Emilia Reishite             |
| RSS de Lituania                    | Shvenchensk                     | Aleksándr Sokolov           |
| RSS de Lituania                    | Šiauliai                        | Ona Staivene                |
| RSS de Lituania                    | Vilkaviškis                     | Magdalena Treigene          |
| RSS de Lituania                    | Zarasai                         | Aleksándr Trofrimov         |
| RASS de Mari                       | Gorno-Marisk                    | Aleksándra Andreyeva        |
| RASS de Mari                       | Yurinski                        | Ilya Goriachev              |
| RASS de Mari                       | Zvenigovsk                      | Fiodor Kliuchníkov          |
| RASS de Mari                       | Yoshkar-Ola                     | Grigori Kondratiev          |
| RASS de Mari                       | Mari-Tureksk                    | María Krotova               |
| RASS de Mari                       | Kuzhenersk                      | Serguéi Kruglov             |
| RASS de Mari                       | Volzhsk                         | Aleksándra Kuzmina          |
| RASS de Mari                       | Orshansk                        | Yákov Polushin              |
| RASS de Mari                       | Sernursk                        | Nikolái Richkov             |
| RASS de Mari                       | Morkinsk                        | Elena Fedorova              |
| RASS de Mari                       | Yoshkar-Ola                     | Maria Sherstneva            |
| RSS de Moldavia                    | Chisináu                        | Maria Bobanova              |
| RSS de Moldavia                    | Edineț                          | Fiodor Brovko               |
| RSS de Moldavia                    | Soroca                          | Elfim Briuma                |
| RSS de Moldavia                    | Comrat                          | Emilian Búkov               |
| RSS de Moldavia                    | Cahul                           | Kuzma Vetchinkin            |
| RSS de Moldavia                    | Taraclia                        | Vasili Damaskin             |
| RSS de Moldavia                    | Tiraspol                        | Maria Zansir                |
| RSS de Moldavia                    | Strășeni                        | Vera Kalmish                |
| RSS de Moldavia                    | Ocniţa                          | Nicolae Coval               |
| RSS de Moldavia                    | Dubăsari                        | Piotr Kozhujar              |
| RSS de Moldavia                    | Bălți                           | Kirill Kommerzan            |
| RSS de Moldavia                    | Nisporeni                       | Ekaterina Marian            |
| RSS de Moldavia                    | Florești                        | Mijaíl Nakonechni           |
| RSS de Moldavia                    | Kotovski                        | Domaja Otian                |
| RSS de Moldavia                    | Căuşeni                         | Piotr Poloz                 |
| RSS de Moldavia                    | Chisináu                        | Nikolái Poián               |
| RSS de Moldavia                    | Rîbnița                         | Irina Pustika               |
| RSS de Moldavia                    | Korneshtsk                      | Aleksándra Rotar            |
| RSS de Moldavia                    | Drochia                         | Gerasim Rud                 |
| RSS de Moldavia                    | Telenești                       | Nikita Salogor              |
| RSS de Moldavia                    | Bendersk                        | Máksim Tanasevski           |
| RSS de Moldavia                    | Fălești                         | Piotr Ungurián              |
| RSS de Moldavia                    | Rezina                          | Maria Frunze                |
| RSS de Moldavia                    | Orhei                           | Stepan Tsaranov             |
| RSS de Moldavia                    | Lipcani                         | Iván Chebán                 |
| RASS de Mordovia                   | Bolshebereznikovsk              | María Biriukova             |
| RASS de Mordovia                   | Temnikovsk                      | Evdokia Gerasimova          |
| RASS de Mordovia                   | Saransk                         | Serguéi Gidáyev             |
| RASS de Mordovia                   | Torbeievski                     | Katerina Yelina             |
| RASS de Mordovia                   | Ruzaievsk                       | Serguéi Iliushin            |
| RASS de Mordovia                   | Ribkinsk                        | Fiodor Kirdiashev           |
| RASS de Mordovia                   | Krasnoslobodsk                  | Iván Kosijín                |
| RASS de Mordovia                   | Kovilkovsk                      | Kuzma Chekirov              |
| RASS de Mordovia                   | Ardatovsk                       | Mijaíl Chembulatov          |
| RASS de Mordovia                   | Saransk                         | Raisa Shilova               |
| RASS de Mordovia                   | Atiashevsk                      | Semión Shorójov             |
| Óblast Autónomo de Nagorno-Karabaj | Stepanakert                     | Yegishe Akopov              |
| Óblast Autónomo de Nagorno-Karabaj | Hadrut                          | Gegam Antelepián            |
| Óblast Autónomo de Nagorno-Karabaj | Susha                           | Maro Babaián                |
| Óblast Autónomo de Nagorno-Karabaj | Martakert                       | Egishe Grigoryan            |
| Óblast Autónomo de Nagorno-Karabaj | Martuni                         | Airapet Osipián             |
| RASS de Najicheván                 | Shahbuz                         | Aziz Azizbekov              |
| RASS de Najicheván                 | Najicheván                      | Aga Atakishiev              |
| RASS de Najicheván                 | Ordubad                         | Adigezal Gezalov            |
| RASS de Najicheván                 | Julfa                           | Ali Asad Dzhafarov          |
| RASS de Najicheván                 | Yengidzhinsk                    | Goncha Kasumova             |
| RASS de Najicheván                 | Tazakendsk                      | Nikolái Malishev            |
| RASS de Najicheván                 | Abrakunisk                      | Minavar Mamedkulizade       |
| RASS de Najicheván                 | Dzhagrinsk                      | Dzhebrail Mamedov           |
| RASS de Najicheván                 | Sharur                          | Gusein Nadzhafov            |
| RASS de Najicheván                 | Najicheván                      | Sanam Sadijova              |
| RASS de Najicheván                 | Kivrajsk                        | Kiubra Faradzheva           |
| Óblast Autónomo de Oirot           | Oyrot-Turski                    | Stepanida Grib              |
| Óblast Autónomo de Oirot           | Ust-Kansky                      | Chet Kidrashev              |
| Óblast Autónomo de Oirot           | Shebalinsk                      | Serguéi Nalimov             |
| Óblast Autónomo de Oirot           | Ongudaysky                      | Elena Upáyeva               |
| Óblast Autónomo de Oirot           | Chóisk                          | Sofía Shaburakova           |
| RASS de Osetia del Norte           | Arjonsk                         | Chabaján Basieva            |
| RASS de Osetia del Norte           | Alaguir                         | Alekséi Gazzáiev            |
| RASS de Osetia del Norte           | Zaterechny                      | Iván Guzmachov              |
| RASS de Osetia del Norte           | Digorsk                         | Varlam Kakuchaya            |
| RASS de Osetia del Norte           | Kírovsk                         | Dzamurza Kastuev            |
| RASS de Osetia del Norte           | Promishlenny                    | Pável Klímanov              |
| RASS de Osetia del Norte           | Kosta-Jetagurovsk               | María Kulumbekova           |
| RASS de Osetia del Norte           | Leninsk                         | Issá Plíyev                 |
| RASS de Osetia del Norte           | Irafsk                          | Boris Tekáyev               |
| RASS de Osetia del Norte           | Pravoberezhni                   | Miljo Tsoráyev              |
| RASS de Osetia del Norte           | Mozdoksk                        | Vasili Churkin              |
| Óblast Autónomo de Osetia del Sur  | Znaur                           | Iván Vatsek                 |
| Óblast Autónomo de Osetia del Sur  | Leningorsk                      | Aleksándr Galavanov         |
| Óblast Autónomo de Osetia del Sur  | Java                            | Fenia Sanakoiéva            |
| Óblast Autónomo de Osetia del Sur  | Stalinirsk                      | Anna Tarielashvili          |
| Óblast Autónomo de Osetia del Sur  | Stalinirsk                      | Vladímir Tsjovrebashvili    |
| RSFS de Rusia                      | Irkutsk                         | Iván Benediktov             |
| RSFS de Rusia                      | Moskovski                       | Nikolái Bulganin            |
| RSFS de Rusia                      | Vorónezh                        | Aleksándr Vasilevski        |
| RSFS de Rusia                      | Gor'kovskii                     | Nikolái Voznesenski         |
| RSFS de Rusia                      | Ufimsk                          | Iván Goliakov               |
| RSFS de Rusia                      | Severni                         | Konstantín Gorshenin        |
| RSFS de Rusia                      | Smolensk                        | Arseni Zvérev               |
| RSFS de Rusia                      | Krasnodar                       | Vasili Zotov                |
| RSFS de Rusia                      | Kalinin                         | Alekséi Kalashníkov         |
| RSFS de Rusia                      | Leningrado                      | Mijaíl Kalinin              |
| RSFS de Rusia                      | Kazán                           | Serguéi Kaftanov            |
| RSFS de Rusia                      | Cheliábinsk                     | Pável Korobov               |
| RSFS de Rusia                      | Leningrado                      | Alekséi Kosyguin            |
| RSFS de Rusia                      | Stalingrado                     | Vasili Kuznetsov            |
| RSFS de Rusia                      | Novosibirsk-Altái               | Vladímir Kurdiumov          |
| RSFS de Rusia                      | Leningrado                      | Piotr Lazutin               |
| RSFS de Rusia                      | Kursk                           | Nadezhda Maslennikova       |
| RSFS de Rusia                      | Kuibyshev                       | Vsévolod Merkúlov           |
| RSFS de Rusia                      | Stávropol                       | Nikolái Mirjaílov           |
| RSFS de Rusia                      | Rostov                          | Piotr Moskatov              |
| RSFS de Rusia                      | Kalinin                         | Vladímir Potemkin           |
| RSFS de Rusia                      | Ivanovsk                        | Iván Sedin                  |
| RSFS de Rusia                      | Moscú                           | Iván Jojlov                 |
| RSFS de Rusia                      | Omsk                            | Nikolái Tsitsin             |
| RSFS de Rusia                      | Sverdlovsk                      | Nikolái Shvérnik            |
| RSFS de Rusia                      | Tula-Riazán                     | Matvéi Shkiriátov           |
| RSFS de Rusia                      | Lejano Oriente                  | Iván Yumashev               |
| RASS Tártara                       | Zelenodolsk                     | Aleksándr Arbusov           |
| RASS Tártara                       | Menzelinsk                      | Fajrazi Galeyev             |
| RASS Tártara                       | Novo-Sheshminsk                 | Galéi Dinmukhametov         |
| RASS Tártara                       | Kazán                           | Jatima Ibragimova           |
| RASS Tártara                       | Laishevsk                       | Makar Lukin                 |
| RASS Tártara                       | Yelabuzhsk                      | Juzi Mardeyev               |
| RASS Tártara                       | Tetiushki                       | Janofi Safin                |
| RASS Tártara                       | Kukmorsk                        | Fasajat Safina              |
| RASS Tártara                       | Bugulminsk                      | Rahima Sajapova             |
| RASS Tártara                       | Kazán                           | Praskovia Jarchevnikova     |
| RASS Tártara                       | Chistopolsk                     | Said Sharafeyev             |
| RSS de Tayikistán                  | Istarawshan                     | Arkadi Apollonov            |
| RSS de Tayikistán                  | Dzhilikul                       | Negmat Ashurov              |
| RSS de Tayikistán                  | Leninabad                       | Pulat Bobokalanov           |
| RSS de Tayikistán                  | Leninabad                       | Piotr Bulánov               |
| RSS de Tayikistán                  | Khorugh                         | Kurbansho Gadoliev          |
| RSS de Tayikistán                  | Stalinabad                      | Aleksándr Gordeyev          |
| RSS de Tayikistán                  | Baldzhuan                       | Radzhab Dzhalilov           |
| RSS de Tayikistán                  | Zajmatobad                      | Tadzhitdin Isayev           |
| RSS de Tayikistán                  | Fayzābād                        | Dzhurabek Iskandarov        |
| RSS de Tayikistán                  | Hoit                            | Mamlakat Ismailova          |
| RSS de Tayikistán                  | Oktyabrskiy                     | Muradali Kambarov           |
| RSS de Tayikistán                  | Nausk                           | Ona Nadirbabayeva           |
| RSS de Tayikistán                  | Shuroabad                       | Safarali Nazarov            |
| RSS de Tayikistán                  | Stalinabad                      | Ijbol Normuradova           |
| RSS de Tayikistán                  | Kök-Tash                        | Evgeni Pavlovski            |
| RSS de Tayikistán                  | Hoit                            | Dzhabbor Rasulov            |
| RSS de Tayikistán                  | Isfara                          | Ulmas Saliyev               |
| RSS de Tayikistán                  | Ordzhonikidzeabad               | Robia Salijova              |
| RSS de Tayikistán                  | Panjakent                       | Dmitri Tokarev              |
| RSS de Tayikistán                  | Jarm                            | Mirzo Tursunzade            |
| RSS de Tayikistán                  | Shajristan                      | Tinik Usmanova              |
| RSS de Tayikistán                  | Kurgan-Tyube                    | Bibisara Jaydarova          |
| RSS de Tayikistán                  | Regarsk                         | Andréi Jarchenko            |
| RSS de Tayikistán                  | Konibodom                       | Ajmedzhan Sharipov          |
| RSS de Tayikistán                  | Tavil-Darinsk                   | Manzar Sharipov             |
| RSS de Tayikistán                  | Kulob                           | Gavgar Sharipova            |
| RSS de Turkmenistán                | Bairam-Aliski                   | Yúsup Aga                   |
| RSS de Turkmenistán                | Asjabad-Stalinirsk              | Nurmirad Agadzhikov         |
| RSS de Turkmenistán                | Tajtinsk                        | Bajti Altibáyeva            |
| RSS de Turkmenistán                | Mary                            | Orazgul Anna-Mujamédova     |
| RSS de Turkmenistán                | Turkmen-Kalinsk                 | Kakabái Atayev              |
| RSS de Turkmenistán                | Kunya-Urgench                   | Gulsultán Báiramova         |
| RSS de Turkmenistán                | Asjabad-Andréiev                | Shadzha Batyrov             |
| RSS de Turkmenistán                | Kaganóvich                      | Allaberdi Berdiev           |
| RSS de Turkmenistán                | Tashauz                         | Tagán Berdiev               |
| RSS de Turkmenistán                | Kerki                           | Seitbike Vekilova           |
| RSS de Turkmenistán                | Ýolöten                         | Alekséi Gnusarev            |
| RSS de Turkmenistán                | Asjabad-Andréiev                | Iván Grigoriev              |
| RSS de Turkmenistán                | Kizil-Atreksk                   | Niyaz Durdiev               |
| RSS de Turkmenistán                | Ilyalinsk                       | Orazgeldi Ersariev          |
| RSS de Turkmenistán                | Asjabad-Leninsk                 | Gueorgui Ivanníkov          |
| RSS de Turkmenistán                | Kyzyl-Arvat                     | Amán Kulmamedov             |
| RSS de Turkmenistán                | Kalinin                         | Durdi Kurban                |
| RSS de Turkmenistán                | Krasnovodsk                     | Aman Kurbanov               |
| RSS de Turkmenistán                | Chardzhou                       | Nobat Kutliev               |
| RSS de Turkmenistán                | Chardzhou                       | Guldzhan Mamedseidovaya     |
| RSS de Turkmenistán                | Mary                            | Lorsi Mikki                 |
| RSS de Turkmenistán                | Stalinsk                        | Seidnazar Miatiev           |
| RSS de Turkmenistán                | Tejen                           | Konstantín Nikitin          |
| RSS de Turkmenistán                | Geok-Tepe                       | Ogulsheker Saparova         |
| RSS de Turkmenistán                | Kaajkinsk                       | Orazbike Táitarova          |
| RSS de Turkmenistán                | Kerkinsk                        | Fiodor Kharitonov           |
| Óblast Autónomo Tuvano             | Kizilski                        | Iván Kubarin                |
| Óblast Autónomo Tuvano             | Shagonarsk                      | Mijaíl Kudazhi              |
| Óblast Autónomo Tuvano             | Chadansk                        | Oorzhak Serenmaa            |
| Óblast Autónomo Tuvano             | Kizilsk                         | Leonid Chadamba             |
| Óblast Autónomo Tuvano             | Kizil-Mazhaliksk                | Aleksándr Chimba            |
| RSS de Ucrania                     | Vínnitsa                        | Dmitri Burchenko            |
| RSS de Ucrania                     | Krasnogrado                     | Grigori Butenko             |
| RSS de Ucrania                     | Uman                            | Marina Gnatenko             |
| RSS de Ucrania                     | Stanislavsk                     | Anna Gogol                  |
| RSS de Ucrania                     | Leópolis                        | Iván Grushetski             |
| RSS de Ucrania                     | Rovensky                        | Feodosi Dod                 |
| RSS de Ucrania                     | Voroshílovgrado                 | Mijaíl Ignátov              |
| RSS de Ucrania                     | Poltava                         | Grigori Kabakovski          |
| RSS de Ucrania                     | Chernígov                       | Praskovia Kononenko         |
| RSS de Ucrania                     | Drohobich                       | Iván Kravchuk               |
| RSS de Ucrania                     | Artemovsk                       | Piotr Krivonos              |
| RSS de Ucrania                     | Kirovgrado                      | Tatiana Omelchenko          |
| RSS de Ucrania                     | Zaporiyia                       | Vasili Ponomarenko          |
| RSS de Ucrania                     | Yitomir                         | Máksim Rilski               |
| RSS de Ucrania                     | Járkov                          | Serguéi Savchenko           |
| RSS de Ucrania                     | Dnipropetrovsk                  | Alekséi Semivolos           |
| RSS de Ucrania                     | Kamenets-Podolski               | Anna Stepanova              |
| RSS de Ucrania                     | Odesa                           | Daniil Stepanok             |
| RSS de Ucrania                     | Izmaíl                          | Stepan Tarásov              |
| RSS de Ucrania                     | Kiev                            | Pável Tychina               |
| RSS de Ucrania                     | Ternópil                        | Marko Tkachuk               |
| RSS de Ucrania                     | Úzhgorod                        | Iván Turianitsa             |
| RSS de Ucrania                     | Stalinsk                        | Vasili Ferenchuk            |
| RSS de Ucrania                     | Mykolaiv                        | Iván Filippov               |
| RSS de Ucrania                     | Sumy                            | Yákov Shulga                |
| RASS de Udmurtia                   | Mozhginsk                       | Serafima Bushmakina         |
| RASS de Udmurtia                   | Votkinsk                        | Ekaterina Vajrusheva        |
| RASS de Udmurtia                   | Kezsk                           | Semión Voronchijin          |
| RASS de Udmurtia                   | Izhevsk-Pervomaisk              | Mijaíl Ivánov               |
| RASS de Udmurtia                   | Glazovsk                        | Arseni Karaváyev            |
| RASS de Udmurtia                   | Izhevsk-Pastujovsk              | Vladímir Kokkinaki          |
| RASS de Udmurtia                   | Sarapulsk                       | Artemi Pávlov               |
| RASS de Udmurtia                   | Izhevsk-Zhdánovsk               | Leonid Tebenkov             |
| RASS de Udmurtia                   | Uvinsk                          | Semion Fionin               |
| RASS de Udmurtia                   | Grajovsk                        | Maria Chuvashova            |
| RASS de Udmurtia                   | Yarsk                           | Valentina Yaroslavtseva     |
| RSS de Uzbekistán                  | Samarcanda                      | Gafar Abdullayev            |
| RSS de Uzbekistán                  | Kokandsk                        | Millibái Abdullayev         |
| RSS de Uzbekistán                  | Ferganski                       | Abdudzhabar Abdurakhmanov   |
| RSS de Uzbekistán                  | Namangán                        | Tadzhijón Askarova          |
| RSS de Uzbekistán                  | Karshi                          | Satkún Badalbayev           |
| RSS de Uzbekistán                  | Bujará                          | Vasili Bilbas               |
| RSS de Uzbekistán                  | Taskent-Ordzhonikidze           | Aleksándra Guseva           |
| RSS de Uzbekistán                  | Turtkul                         | Vasili Yemtsov              |
| RSS de Uzbekistán                  | Taskent-Kírov                   | Serguéi Yemtsov             |
| RSS de Uzbekistán                  | Urgench                         | Akhmedzhan Ibragimov        |
| RSS de Uzbekistán                  | Namangán                        | Sara Ishanturáyeva          |
| RSS de Uzbekistán                  | Samarcanda                      | Tashmukhammed Kari-Niyázov  |
| RSS de Uzbekistán                  | Leninsk                         | Tursonói Karimova           |
| RSS de Uzbekistán                  | Katta-Kurgán                    | Iósif Lebedev               |
| RSS de Uzbekistán                  | Moshennichesk                   | Aleksándr Liubimov          |
| RSS de Uzbekistán                  | Chimbay                         | Mansur Mirza-Akhmedov       |
| RSS de Uzbekistán                  | Andiján                         | Tishabái Mirzáyev           |
| RSS de Uzbekistán                  | Bujará                          | Karim Mukumbáyev            |
| RSS de Uzbekistán                  | Taskent-Lenin                   | Mijaíl Nurmukhamedov        |
| RSS de Uzbekistán                  | Djizaks                         | Evgeni Pitovranov           |
| RSS de Uzbekistán                  | Termez                          | Ishenkul Rakhimov           |
| RSS de Uzbekistán                  | Taskent                         | Irina Semiletkova           |
| RSS de Uzbekistán                  | Yangiyo'l                       | Khamrakul Tursunkulov       |
| RSS de Uzbekistán                  | Kokand                          | Buzruk Usmankhodzhayev      |
| RSS de Uzbekistán                  | Andiján                         | Khidoiat Kholmatova         |
| RASS de Yakutia                    | Megino-Kangalassk               | Varvara Afanasieva          |
| RASS de Yakutia                    | Viliuisk                        | Ilya Vinokurov              |
| RASS de Yakutia                    | Aldansk                         | Nikolái Volkov              |
| RASS de Yakutia                    | Oliókminsk                      | Iván Gabishev               |
| RASS de Yakutia                    | Namsk                           | Matrona Gavrilieva          |
| RASS de Yakutia                    | Tattinsk                        | Fiódor Ojlópkov             |
| RASS de Yakutia                    | Allaj-Yunsk                     | Gerasim Pópov               |
| RASS de Yakutia                    | Kolimá                          | Vasili Protodiákonov        |
| RASS de Yakutia                    | Niurbinsk                       | Sofía Sidorova              |
| RASS de Yakutia                    | Yakutsk                         | Mark Shevelev               |
| RASS de Yakutia                    | Bulunsk                         | Nikolái Shemiákov           |
| Circunscripción Especial           |                                 | Galaktion Alpaidze          |
| Circunscripción Especial           |                                 | Iván Anoshin                |
| Circunscripción Especial           |                                 | Nikifor Biganenko           |
| Circunscripción Especial           |                                 | Andréi Borovij              |
| Circunscripción Especial           |                                 | Konstantín Vershinin        |
| Circunscripción Especial           |                                 | Pável Volchenko             |
| Circunscripción Especial           |                                 | Dmitri Glinka               |
| Circunscripción Especial           |                                 | Aleksándr Gorbátov          |
| Circunscripción Especial           |                                 | Kuzma Grebennik             |
| Circunscripción Especial           |                                 | Aleksándr Efímov            |
| Circunscripción Especial           |                                 | Alekséi Zhádov              |
| Circunscripción Especial           |                                 | Vasili Kazakov              |
| Circunscripción Especial           |                                 | Andréi Kravchenko           |
| Circunscripción Especial           |                                 | Mijaíl Loginov              |
| Circunscripción Especial           |                                 | Aleksándr Luchínskiy        |
| Circunscripción Especial           |                                 | Iván Liudnikov              |
| Circunscripción Especial           |                                 | Aleksándr Obujov            |
| Circunscripción Especial           |                                 | Serguéi Rudenko             |
| Circunscripción Especial           |                                 | Vasili Sokolovski           |
| Circunscripción Especial           |                                 | Iván Susáikov               |
| Circunscripción Especial           |                                 | Mijaíl Timoshenko           |
| Circunscripción Especial           |                                 | Yákov Fedorenko             |
| Circunscripción Especial           |                                 | Andréi Jrulev               |
| Circunscripción Especial           |                                 | Iván Chistiakov             |
| Circunscripción Especial           |                                 | Iósif Shikin                |
| Circunscripción Especial           |                                 | Pável Shurujin              |
| Circunscripción Nacional           | Ust Ordinski y Buriatia-Mongola | Ksenia Boldonova            |
| Circunscripción Nacional           | Nenetsia                        | Afanasi Gudirev             |
| Circunscripción Nacional           | Aginsk y Buriatia-Mongolia      | Chimit Dagbain              |
| Circunscripción Nacional           | Evenkía                         | Mitrofán Koinachonok        |
| Circunscripción Nacional           | Koryaksk                        | Makar Obujov                |
| Circunscripción Nacional           | Chukotka                        | Nadezhda Otkoye             |
| Circunscripción Nacional           | Taymyrsk Dolgano-Nenetsk        | Aleksándr Paniúkov          |
| Circunscripción Nacional           | Janty-Mansi                     | Jionia Pujlenkina           |
| Circunscripción Nacional           | Komi-Permiakia                  | Valentina Radosteva         |
| Circunscripción Nacional           | Yamalia-Nenetsia                | Dmitri Tesida               |